# Algonquins
Pour les articles homonymes, voir Algonquin (homonymie).
 (février 2024).

Les Algonquins vers 1800 en vert.

Les Algonquins (en algonquin : Anishinaabeg) sont un peuple autochtone algonquien. Ils vivent aujourd'hui au sein de neuf communautés au Québec, et une en Ontario,, au Canada. Ils sont généralement locuteurs de l'algonquin, une langue algonquienne.
Culturellement et linguistiquement, ils sont proches des Outaouais et des Ojibwés, avec lesquels ils forment le groupe des Anichinabés (Anishinaabeg), qui signifie littéralement les « vrais hommes », et s'auto-désignent Omàmiwinini (pluriel : Omàmiwininiwak).

## Étymologie
Le terme algonquin dérive du malécite elakómkwik et signifie « Ce sont nos alliés / notre parenté ». Une autre explication soutient plutôt que l'expression signifie « à l'endroit où l'on harponne les poissons et les anguilles depuis la proue d'un canot ».

## Répartition géographique

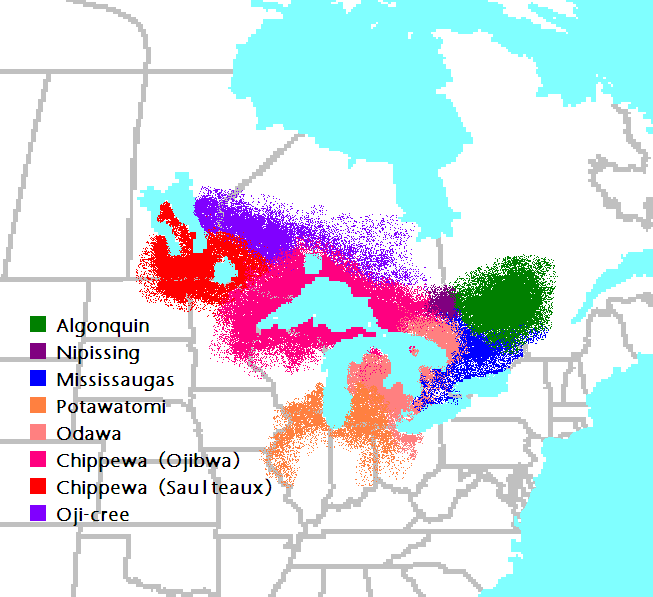
Les Algonquins vers 1800.

Jusqu'en 1650, les Algonquins occupaient un vaste territoire situé au nord du fleuve Saint-Laurent allant du lac des Deux-Montagnes aux Grands Lacs. Peu de temps après, ils furent repoussés par les Iroquois vers la région de l'Outaouais. Puis, la colonisation les força à remonter vers le nord, vers l'Abitibi-Témiscamingue.
En 1871, les Algonquins représentaient 77 % de la population de la région du lac Témiscamingue. Finalement, au milieu du XIXe siècle, l'exploitation forestière, puis la création de barrages les obligèrent à se sédentariser sur de petites réserves. En ajoutant celle de l'Ontario, on parvient à une population avoisinant les 11 000 individus. Des Algonquins sont également installés dans les forêts du nord-est des États-Unis.
| Algonquins du Québec                                 | Algonquins du Québec | Algonquins du Québec | Algonquins du Québec | Algonquins du Québec | Algonquins du Québec | Algonquins du Québec |
| Communautés                                          | Total                | Total                | résidents            | résidents            | non-résidents        | non-résidents        |
| ---------------------------------------------------- | -------------------- | -------------------- | -------------------- | -------------------- | -------------------- | -------------------- |
| Communautés                                          | 2004                 | 2019                 | 2004                 | 2019                 | 2004                 | 2019                 |
| Première Nation Eagle Village (Kebaowek)             | 781                  | 1038                 | 268                  | 295                  | 513                  | 743                  |
| Communauté anicinape de Kitcisakik (Kitcisakik)      | 416                  | 519                  | 356                  | 405                  | 60                   | 114                  |
| Kitigan Zibi Anishinabeg (Kitigan Zibi)              | 2 681                | 3 490                | 1 519                | 1 647                | 1 162                | 1 843                |
| Nation anishnabe du Lac Simon (Lac-Simon)            | 1 582                | 2 255                | 1 287                | 1 831                | 295                  | 424                  |
| Conseil de la Première Nation Abitibiwinni (Pikogan) | 843                  | 1 080                | 552                  | 617                  | 291                  | 463                  |
| Première Nation de Long Point (Winneway)             | 705                  | 919                  | 372                  | 520                  | 333                  | 399                  |
| Algonquins de Barriere Lake (Lac-Rapide)             | 648                  | 794                  | 530                  | 622                  | 118                  | 172                  |
| Première Nation de Timiskaming (Timiskaming)         | 1 624                | 2 270                | 601                  | 661                  | 1 023                | 1 609                |
| Wolf Lake (Hunter's Point)                           | 218                  | 236                  | 8                    | 0                    | 210                  | 236                  |
| Algonquins au Québec                                 | 10 498               | 12 607               | 5 493                | 6 604                | 5 005                | 6 003                |
| Algonquins de l'Ontario                              |                      |                      |                      |                      |                      |                      |
| Communautés                                          | Total                | Total                | résidents            | résidents            | non-résidents        | non-résidents        |
| Première Nation de Wahgoshig                         | 270                  | –                    | 121                  | –                    | 149                  | –                    |
| Algonquins de Pikwàkanagàn                           | 1 992                | –                    | 406                  | –                    | 1 586                | –                    |
| Algonquins en Ontario                                | 2 262                | –                    | 527                  | –                    | 1 735                | –                    |
| Total                                                |                      |                      |                      |                      |                      |                      |
| Algonquins                                           | 12 751               | –                    | 6 020                | –                    | 6 731                | –                    |

## Organisation politique

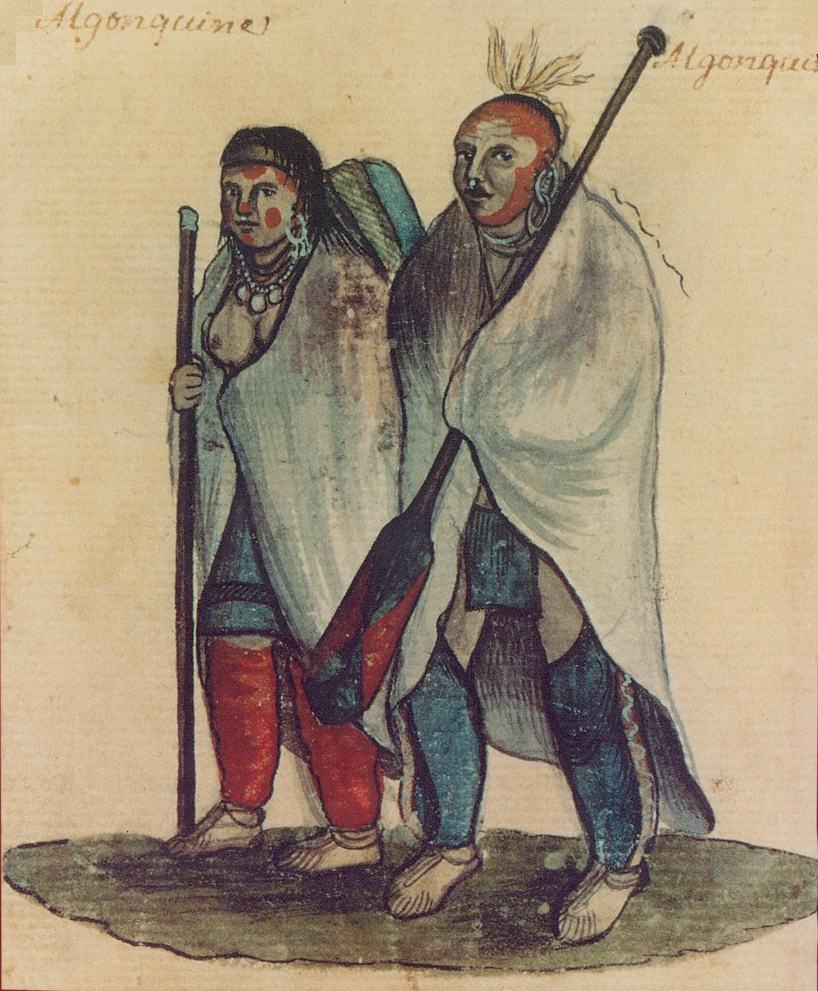
Algonquins au XVIIIe siècle.

Le chef autochtone a plusieurs devoirs et responsabilités envers sa tribu. La façon dont ce chef est nommé a changé au fil du temps. En effet, avant l'arrivée des Européens en Amérique, le chef algonquin était nommé par le cercle des anciens. Puis quelques siècles plus tard, il y a eu une période transitoire jusqu'à la création des premières réserves et de l'instauration de la loi sur les Indiens,. Depuis ce moment, les chefs autochtones ne sont plus choisis, mais élus par les habitants de la réserve.

### Organisation politique avant l'arrivée des Européens
Le chef algonquin est nommé Okima dans la langue algonquine. Ce mot peut être traduit par "personne sage", "conseiller" ou encore "pilier" dans la communauté. Avant l'arrivée des Européens en Amérique, pendant le XVIe siècle, le chef d'une tribu algonquine était nommé par le cercle des anciens. Ce cercle était composé de plusieurs personnes, dont particulièrement des sages, des hommes-médecines, d'anciens chefs algonquins et des personnes importantes. Lorsqu'un chef mourait ou devait être remplacé, c'est le cercle des anciens qui choisissait le prochain chef. La décision du cercle devait être respectée. Le futur chef devait bien connaître la médecine, la philosophie et les valeurs du cercle des anciens et des Algonquins,.

### Organisation politique après la création des réserves
Lors de la création des réserves autochtones, l'organisation politique des tribus a changé. Le chef algonquin n'a plus les mêmes devoirs, les mêmes pouvoirs et n'est plus nommé de la même façon. Celui-ci est désormais soumis à la loi sur les Indiens de 1876 qui limite ses pouvoirs et ses moyens d'action.Le chef ainsi que ses nombreux conseillers sont élus par les habitants de la réserve. Le mandat du chef et des conseillers est de deux années. Les élections ont donc lieu tous les deux ans.
Pour se présenter comme candidat au poste de conseiller ou de chef d'une réserve, une personne doit respecter plusieurs conditions : « Un membre d'une bande, qui a au moins dix-huit ans et réside ordinairement sur la réserve, a qualité pour voter en faveur d'une personne présentée comme candidat au poste de chef de la bande et, lorsque la réserve, aux fins d'élection, ne comprend qu'une section électorale, pour voter en faveur de personnes présentées aux postes de conseillers. » On peut donc voir ici que la loi sur les Indiens réglemente l'organisation politique des réserves autochtones et que celle-ci a fortement changé. Il y a un conseiller pour chaque tranche de cent habitants et un minimum de trois conseillers, quel que soit le nombre d'habitants de la réserve. Le chef et les conseillers forment ensemble le conseil de bande. Celui-ci s'occupe du bien-être de la communauté et est également régi par la loi sur les Indiens. Plus précisément, il adopte des mesures relatives à la santé des habitants, il s'occupe de l'observation de la loi, du maintien de l'ordre, de l'entretien de la réserve et la réglementation de la circulation dans la réserve.

### Conseils de bande
Quelques exemples de Conseil de bande d’aujourd’hui :
- Dans la réserve algonquine de Pikogan, le conseil de bande est présentement composé de quatre personnes[18]. La cheffe de la réserve est Monik Kistabish, le vice-chef est James Cananasso et les deux conseillers sont Maurice Kistabish et Steve Rankin[19]. Une réserve peut être comparée à une municipalité et un conseil de bande peut être assimilé à un conseil municipal (maire et ses conseillers)[20].

- Dans la réserve de Timiskaming[21], le chef est Sacha Wabie et le vice-chef se nomme Elijah Polson[22]. Les cinq conseillers sont Christine Chevrier, Jennilee Wahsquonaikezhik, Karen McKenzie, Gerald Handbury et Colleen Polson[23],[22]. L'organisation politique des tribus algonquines a beaucoup changé en quelques siècles. Le mode de nomination a également été transformé. De plus, le chef qui était à l'origine seul pour diriger la tribu est désormais membre d'un groupe de conseillers dont le but est de diriger la réserve.

## Conseil tribal
- Conseil tribal de la Nation algonquine Anishinabeg
- Secrétariat des programmes et des services de la Nation algonquine

## Culture
Seulement un Algonquin sur cinq est encore capable de s'exprimer correctement dans la langue algonquine, appelée généralement Anicinàpemowin ou spécifiquement Omàmiwininimowin. Le problème principal est de trouver des professeurs, souvent âgés, pour l'enseigner aux plus jeunes, qui souvent partent ensuite dans des milieux francophones comme la ville de Val d'Or. La langue est considérée comme l'une des divergences de plusieurs dialectes des langues Anichinabés. Chez les jeunes, la langue algonquine a connu un fort emprunt de mots de la langue cri.
Traditionnellement, les Algonquins vivaient dans une habitation en écorce de bouleau appelée wikiwàn ou en bois mikiwàn, mais les Algonquins vivent aujourd'hui dans des logements identiques à ceux des autres habitants du pays. Ils pratiquaient le Midewiwin et estimaient qu'ils étaient entourés de nombreux manitòk. Avec l'arrivée des missionnaires français, de nombreux Algonquins furent convertis au christianisme, mais encore beaucoup pratiquent le Midewuwin ou encore une pratique intermédiaire entre le christianisme et le Midewiwin.
Bien que leur culture fût principalement tournée vers la chasse et la pêche, certains Algonquins pratiquaient l'agriculture et cultivaient du maïs, des haricots et des courges, les « Trois Sœurs » de l'horticulture indigène. Ils fabriquaient aussi des outils.

### Préjugés
Il existe certains préjugés envers les autochtones du Québec: on critique notamment le fait qu'ils ont des traditions différentes des Québécois, on prétend qu'ils seraient tous alcooliques ou encore contrebandiers de cigarettes. Il y a deux préjugés plus dominants qui seront traités plus en profondeur, que les autochtones seraient tous des braconniers et qu'ils seraient tous plus riches que les blancs.
Avant l'arrivée des Blancs, les autochtones ont toujours vécu en harmonie avec la nature. Dès leur plus jeune âge, les hommes apprenaient à chasser et à pêcher, pour subvenir à leurs besoins puisqu'ils vivent en pleine nature. Par la suite, les Français sont arrivés sur leur territoire, mais cela n'a pas eu grand effet puisque les ceux-ci venaient pour troquer des fourrures de castor. Le changement est plutôt survenu sous le régime anglais. Vers 1820, commence l'exploitation forestière. C'est alors que les autochtones sont perçus comme une nuisance, car ils vivent en forêt et ralentissent les opérations. La Loi sur les Indiens (1876) est alors créée. Cette loi confère aux autochtones plusieurs territoires de chasse et de pêche exclusive. Toutefois, certaines personnes trouvent que les autochtones en abusent. Ils disent que ces derniers peuvent chasser ou pêcher n'importe quoi, n'importe où et n'importe quand, ce qui est faux, car ils doivent se limiter aux territoires ou réserves fauniques déterminés par cette loi. Ils doivent aussi respecter les mêmes quotas que tout le monde. Néanmoins, le préjugé de braconnier a suivi les autochtones du régime anglais jusqu'à aujourd'hui. Ils sont aussi parfois traités de sauvages puisqu'ils ne vivent pas comme le reste de la population du pays.
Un autre préjugé assez répandu prétend qu'ils seraient tous riches. Avant l'arrivée des Français, les autochtones vivaient sans argent et ils ont développé leur propre moyen d'échange complexe entre nations, le troc. Après l'arrivée des Blancs, ils troquaient principalement des fourrures de castor contre des armes à feu, de la vaisselle et une variété autres objets. Le changement est survenu après 1876 avec le vote de la Loi sur les Indiens. Cette loi confère aux autochtones une exemption de taxes et une exemption d'impôt à condition que l'autochtone habite et travaille sur une réserve. Cette exemption est à l'origine du préjugé que les autochtones sont riches. Ce n'est pas le cas puisque ceux-ci ne peuvent en fait pas travailler sur leurs réserves et n'ont donc pas de revenu qui bénéficierait de l'exemption fiscale. Leurs conditions de vie sont difficiles en raison de leurs faibles revenus et aussi de leur confinement à un tout petit territoire pour pratiquer la chasse et la pêche, eux qui avaient l'habitude d'avoir un très vaste territoire. Ils ne bénéficient pas non plus des mêmes privilèges que les non-autochtones. Par exemple, aux environs de 1970, une bande autochtone vivait dans une réserve nommée Kitcisakik à moins d'un kilomètre d'un barrage et n'avait pourtant pas l'électricité sur la réserve. De plus, ils ne touchaient pas un dollar de ce barrage qui était pourtant construit sur leur rivière. Encore aujourd'hui, ce préjugé quant à la richesse des autochtones est très présent dans la société. Les non-autochtones ne sont pas informés que pour avoir droit à ces exemptions, l'autochtone doit habiter et travailler sur la réserve où le chômage est très important. En plus, les salaires y sont bas et un autochtone gagne un salaire généralement très inférieur à un non-autochtone. Bref, encore une fois un préjugé est né du régime britannique et de la Loi sur les Indiens.
Plusieurs préjugés sur les autochtones sont nés sous le régime britannique à cause de la Loi sur les Indiens de 1876. Il ne faut toutefois pas en venir trop vite aux conclusions, car en fait, cette loi limite beaucoup les autochtones. De plus, chaque communauté autochtone est différente avec ses propres traditions et sa propre langue, il ne faut donc pas les mettre tous dans le même sac. Malheureusement, plusieurs de ces préjugés se sont accentués dans les pensionnats autochtones ouverts au Canada dans les années 1950 et fermés dans les années 1990.

Le cercle fait partie des symboles algonquins.

## Spiritualité
La notion de respect est étroitement liée aux croyances algonquines. Cette notion place tous les éléments de la nature dans le cycle de la vie. Tous ont une raison d'être et méritent le respect.
Le cercle fait partie des symboliques algonquines importantes : plusieurs éléments de l’environnement des Algonquins s'y retrouvent :
- chasse
- saison
- vie.

De plus, les rêves et les visions chez les Algonquins, influençaient les orientations quotidiennes.

### Pratiques cérémonielles chez les Algonquins
Au XVIIe siècle, les Algonquins avaient l'habitude de se réunir pour des foires commerciales, des assemblées, mais également pour diverses pratiques cérémonielles. Ces dernières étaient basées sur les rapports personnels que chaque individu établissait avec le monde des esprits, que ces derniers soient bienfaisants ou malfaisants. Le peuple algonquin, établi aux abords des lacs Abitibi et Témiscamingue, croyait que tous les êtres humains, et même tous les êtres animés, possèdait une essence spirituelle qui leur permet de participer à des cérémonies faisant intervenir le monde des esprits. Parmi les pratiques cérémonielles les plus courantes, on retrouvait, entre autres, la tente tremblante, le mokouchan et la suerie « Sweat Lodge ».

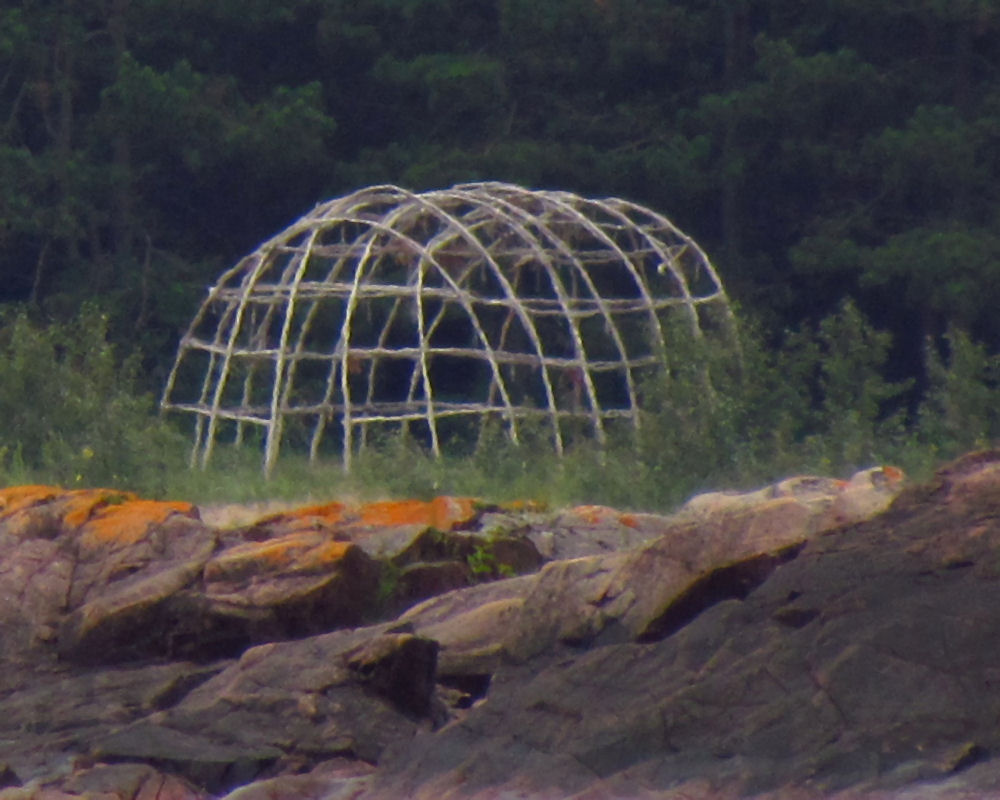
La structure de la hutte à sudation.

#### Hutte à sudation
La hutte à sudation, tradition héritée des croyances animistes des premiers autochtones, consistait en une cérémonie qui se pratiquait dans une tente et dont le principe reposait sur la sudation. Il s'agissait d'un remède que les autochtones utilisaient pour préserver leur santé et prévenir les maladies. Cette technique se retrouvait sous différentes formes ailleurs sur la planète : les thermes chez les Romains, le bain vapeur en Irlande et les saunas en Russie. Chez les Algonquins, le bain d'étuve, nom français pour parler de la suerie, était utilisé à des fins médicinales et également à des fins propitiatoires ; c'est-à-dire qu'il avait aussi pour but de rendre leur Dieu Gitche Manitou plus favorable à leur égard, notamment en ce qui concerne la chasse. La suerie « Sweat Lodge » constituait ainsi l'une des cérémonies les plus importantes pour ce peuple,.
Lors d'une suerie, une tente spéciale de trois pieds (0,9 mètre) de haut et de trois à six pieds (0,9 à 1,8 mètre) de large, dont les dimensions variaient selon le nombre de personnes, devait être utilisée. Les Algonquins plantaient en cercle des tiges souples de saule ou d'aulne dans le sol, et ce, à environ 50 centimètres les unes des autres. Les tiges étaient recourbées et leur seconde extrémité, plantée à l'autre bout du cercle pour former une coupole. Celle-ci était, par la suite, revêtue d'écorce de bouleau ainsi que de peaux d'orignal pour la rendre hermétique. Un support en bois était ensuite placé à l'intérieur de la tente. Ce support servait à recevoir des cailloux, préalablement chauffés à l'extérieur dans un feu de camp, qui permettaient d'élever la température de la tente,.

#### Déroulement d'une suerie typique vers 1950
Pour diriger une suerie, un officiant (maître de cérémonie) est nécessaire. Mais ne dirige pas la suerie qui veut, car le maître de cérémonie doit avoir reçu d'un esprit une formule qui lui est propre et que personne d'autre ne chantera. Pour donner un exemple, dans les années 1900, un Algonquin du nom de Coomis a reçu sa formule alors qu'il était parti chasser seul dans la forêt subarctique. Étant seul, il entendit une épinette chanter : « Otè kwêtwèsh'kamet ètai'an èna'nipouyan môshwo'sit ntenten ni moi napé'o », signifiant « Ici, au milieu de la terre, je suis debout sur la montagne sans arbres. Je sais bien moi que je ne suis pas un homme. » Les chants des sueries consistent en des invocations à l'adresse de l'esprit du caribou, de l'outarde, des éléments de la nature, etc. La cérémonie nécessite également un assistant pour faire chauffer les cailloux et les apporter dans la tente à l'aide de deux bâtons. Les pierres une fois placées, l'officiant entre avec les patients, qui sont complètement nus. De ce fait, les hommes et les femmes ne prennent jamais part à une même suerie. Les patients s'accroupissent, la tête sur les genoux et orientés vers le centre de la tente. Ensuite, l'officiant verse de l'eau sur les cailloux, et ce, en chantant la formule reçue de la part d'un esprit. L'eau étant versée sur les cailloux, une vapeur suffocante émane de ceux-ci. Les patients doivent rester environ une heure dans la tente, mais la chaleur est telle que l'assistant peut parfois, sur demande, relever le pan de la tente. Chez les Algonquins, la vapeur a pour effet d'extirper la maladie du patient. Une fois la cérémonie terminée, ces derniers sortent d'abord la tête, puis c'est au tour du corps sur lequel on procédera à un massage énergique avec de la mousse. Les Algonquins qui ne prennent pas part à la sudation s'installent en cercle autour de la tente, comme s'il s'agissait d'un spectacle. D'ailleurs, ils sont directement intéressés par la cérémonie puisque, plus souvent qu'autrement, elle permet l'obtention d'une chasse fructueuse, et ce, pour tous les membres de la tribu,.

#### Suerie actuelle
Le 17 novembre 2011, lors d'une conférence donnée au Cégep de l'Abitibi-Témiscamingue, au campus de Rouyn-Noranda, Richard Kistabish, ancien chef de la Première nation Abitibiwinni et également ancien Grand chef du Conseil algonquin, affirmait que la suerie ne se déroulait plus de la même manière de nos jours. En effet, pour lui, il s'agit davantage d'un remède pour l'âme qui se déroule de manière individuelle. Alors qu'il se retrouve seul dans la tente, l'individu qui participe à la suerie doit réfléchir à trois points précis. Tout d'abord, il doit penser à ce qu'il a vécu au cours des derniers jours, puis à ce qu'il aimerait changer dans sa vie. Finalement, l'individu doit se concentrer sur l'un des points qu'il voudrait changer,.
Même s'il s'agissait d'une des principales cérémonies, peu de documents ou de livres font référence aux sueries chez les Algonquins. Toutefois, nous pouvont constater que, de nos jours, la suerie n'a plus exactement la même signification que par les siècles passés.

### Mythes et légendes
Depuis le peuplement par les Européens au XVIe siècle, les Algonquins, pour qui la communication écrite n'était pas ancrée dans leurs traditions, transmettaient leur savoir de façon orale. Parmi ces communications orales se retrouvaient des mythes et des légendes qui se passaient de génération en génération, souvent racontés aux plus jeunes pour leur permettre d'apprendre diverses morales qui guideraient leurs comportements futurs. Ces légendes ont influencé et influencent encore l'histoire des Algonquins.

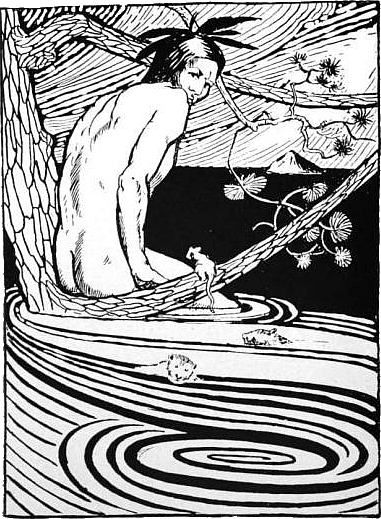
Nanabush intervient dans le légende du raton laveur.

#### Légende du raton laveur
Parmi les nombreux légendes et mythes de la culture algonquine, on peut nommer celle du raton laveur expliquant l'origine de ses taches noires ou brunes autour des yeux ainsi que des rayures de sa queue. Dans cette légende, deux vieillards presque aveugles  habitent sur le bord d'un lac dans une petite cabane. En raison de leur mauvaise vue, ils se sont équipés d'une corde qui relie la cabane au lac pour être en mesure d'aller chercher de l'eau. Le raton-laveur (animal considéré comme farceur), voyant l'occasion d'une bonne blague à faire, va enlever l'extrémité de la corde du lac et l'emmène ailleurs, à un endroit où il n'y a pas d'eau. Le matin donc, un vieillard se lève et tente d'aller chercher de l'eau mais ne trouve que de la poussière et des cailloux. Il retourne donc voir son comparse et lui explique la situation. Pendant ce temps, le raton-laveur reprend la corde et la remet dans le lac. Alors le deuxième vieillard, qui ne croyait nullement le premier, sort de sa cabane, suit la corde et arrive au lac. Les deux hommes commencent à se disputer tandis que le raton-laveur s'esclaffe. Nanabush, un esprit vénéré par les Algonquins, apparaît alors et explique aux deux hommes ce que le raton laveur a fait. Les deux hommes, pour se venger, décident donc de prendre de la suie du feu et de lui faire deux marques sous les yeux. Ils continuent ensuite en passant la queue du raton au-dessus du feu en le balançant, ce qui fit ses marques rayées. La morale de cette légende, telle qu'expliquée par le conférencier, est de toujours respecter ses aînés et de ne pas tenter de se moquer d'eux.
On peut remarquer plusieurs éléments habituels dans cette histoire, qui refont surface dans la plupart des légendes algonquines. Tout d'abord, les vieillards reviennent souvent dans ces contes car il y a une grande notion de respect. Il y a aussi l'insertion d'un élément naturel, plus fréquemment un animal ou encore un arbre/plante, car, comme expliqué ci-haut, ils font partie intégrante de la vie. On peut ensuite voir apparaître un esprit, dans ce cas-ci Nanabush, car les esprits inspirent la sagesse et viennent réparer la situation. De plus toute légende se termine par une morale ou une leçon de vie, que ce soit dans la culture algonquine ou dans toute autre nation ou ethnie.

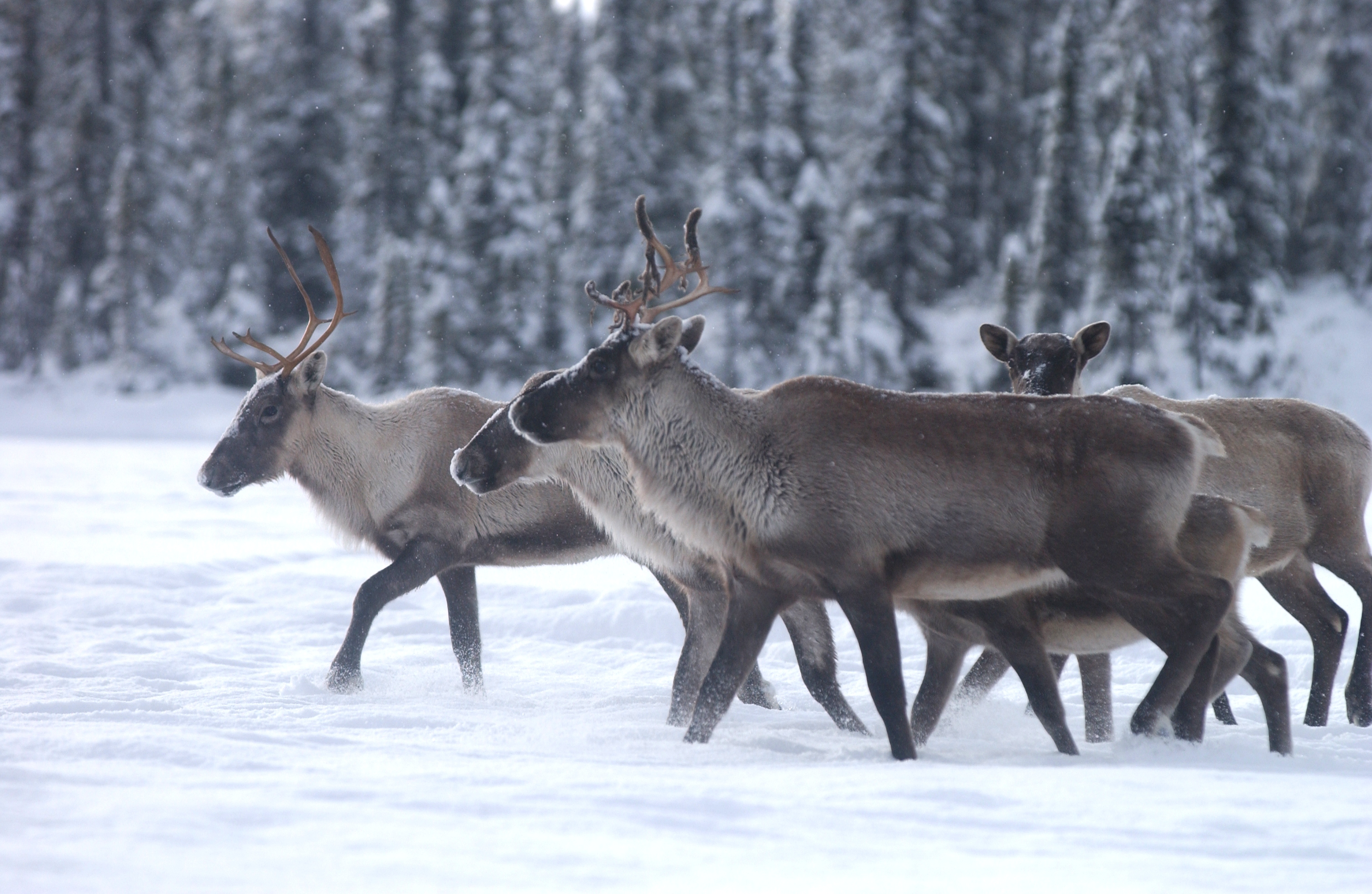
Le caribou fait partie des légendes Algonquines.

#### Légende de l'ancêtre du caribou
C'est l'histoire d'un vieil homme qui sentait que sa fin approchait et qui en était très triste car il aimait tellement vivre. Il se rappelait le temps où il était jeune et fort et le plaisir qu'il ressentait à chasser le caribou. Il revivait par la pensée des moments de chasse incroyables. Il se disait qu'il lui fallait absolument voir un dernier caribou avant de mourir. Partir pour l'autre monde sans avoir vu un caribou serait manquer de respect envers le maître des espèces terrestres. Il décida donc de quitter sa demeure et d'aller loin de son village pour voir un caribou une dernière fois. Dehors, il commençait à faire vraiment très froid. Cela importait peu au vieil homme en comparaison de son rêve. Il n'avait pas encore vu l'animal qu'il désirait tant qu'il commençait à se sentir faible. Il croyait que le caribou était caché, à l'abri du vent et du froid. Le vieil homme sentait le froid s'introduire dans ses articulations. Il s'effondra alors au sol, face contre neige, sa longue barbe déjà toute gelée. Une peine l'envahit alors, sentant qu'il ne verrait jamais l'animal. Le maître créateur entendit les pleurs du vieil homme. Il comprit tout l'amour qu'il portait à la nature et particulièrement aux caribous. Le maître créateur décida donc de nommer le vieil Innu « Maître Caribou ». Le vieillard sentit toutes ses forces revenir et sa douleur disparut. Il devint alors le maître caribou. C'est pour cette raison que le caribou est blanc seulement sous le museau. Il s'agit de la longue barbe du vieil Innu,.
Chaque chose et être est habité par des esprits. On peut également prendre comme preuve de ces légendes et mythes la grande présence des chamans à travers les différents peuples algonquiens. Ces chamans sont en fait ceux qui ont le pouvoir de communiquer avec les esprits et de les influencer pour qu'ils apportent la prospérité et la santé à leurs villages. Par exemple, les chamans effectuaient la tradition de la tente tremblante qui permet de communiquer avec les esprits des personnes décédées.

### Objets rituels
Avant l'arrivée des blancs, les Algonquins organisaient des cérémonies en guise de reconnaissance ou de célébration de l'importance d'événements saisonniers, politiques, économiques, de développement, sociaux, spirituels, individuels et communautaires. Durant la cérémonie, les Algonquins utilisent ce qu'on appelle des objets cérémonials. Chacun avec sa propre fonction symbolique ou sacrée. En voici des exemples :

#### Ceinture wampum

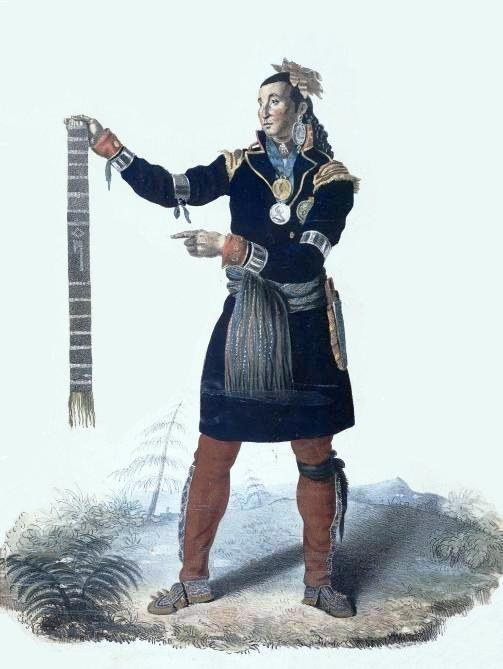
Amérindien avec une ceinture wampum, 1825.

La ceinture wampum qui est fabriquée à partir de petits coquillages poncés puis percés, est utilisée comme élément de mémoire. Tous les éléments sur cette ceinture représentent un aide-mémoire et plus elle était longue, plus il y avait de mémoire. Il existe plusieurs types de ceintures, dont une d'alliance et une autre de rançon. Cette dernière était utilisée pour payer la libération d'un prisonnier, faute de quoi il était mis à mort. La longueur de la ceinture était proportionnelle à l'importance de la rançon exigée. Celle d'alliance était utilisée pour enregistrer les traités et les alliances. Ces ceintures pouvaient représenter des prophéties, des événements historiques, des traités ou des accords.

#### Pipe
La pipe est un objet que les Algonquins remplissaient de tabac naturel et qui était réalisée en stéatite et en bois. La fumée de la pipe contribuait à acheminer les pensées de l'utilisateur vers le Créateur. Elle permettait également de rendre grâce pour toute la création et pour les animaux. Selon eux, fumer la pipe était un message muet lorsqu'ils racontaient des histoires, cela invitait les gens à écouter et y prendre du plaisir. Les peuples algonquins utilisaient la pipe pour mesurer le temps et la distance. Le mot Nijopwagan qui signifie « deux pipes », indique le temps requis pour fumer deux pipes. Cela représentait environ une durée d'une heure.

#### Bâton orateur
Les Algonquins avaient recours à un objet qui symbolise la communion avec la terre pour animer les rassemblements et les réunions, le bâton d'orateur. Seule la personne qui le possédait avait le droit de parole. Les autres pouvaient signifier leur intention de parler en levant la main. De cette manière, ils évitaient le chaos. Donner systématiquement la parole à tous les membres du cercle permettait ainsi à chacun de participer, s'il le voulait. Le silence était également acceptable mais chaque participante et participant avait le droit de s'exprimer.

#### Rituel funéraire
Voici un texte historique qui parle brièvement des objets utilisés lors d'un rituel funéraire en la présence des blancs : « une peau d'animal peinte et des écorces enveloppent la dépouille du défunt, qui est alors ensevelie. L'essentiel des biens du défunt l'accompagne dans le tombeau, à l'instar des dons provenant de la communauté. En ces occasions, la famille reçoit également de nombreux présents consolateurs qu'elle retourne le plus souvent en guise de remerciement. À cet égard, James Axtell signale que l'apport de denrées européennes provoqua une renaissance des pratiques funéraires amérindiennes, puisque les objets fournis par les traiteurs aboutissaient souvent dans les tombeaux. »,
Les Algonquins accordaient une très grande importance aux rites funéraires. En utilisant de la peau d'animal et de l'écorce, ils s'assuraient que le corps ne soit pas souillé par la terre,.

#### Hochets
Quand quelqu'un était malade, on agitait des hochets pour invoquer l'esprit de la vie. Afin d'aider à entreprendre une nouvelle vie, les anciens se servaient de ces instruments pour invoquer les esprits qui gouvernent les quatre directions. Par la suite, les participants prenaient part à une cérémonie de sudation pour rechercher la purification spirituelle et physique.

#### Tambours
Les tambours battent le pouls de la nation et de l'univers. Ils sont de différentes tailles, selon les usages. Pendant les cérémonies, il est défendu de déposer des objets dessus et de se pencher sur les tambours. Comme ce sont des objets sacrés, quelqu'un veille à ce que personne ne s'en approche quand il est sous l'emprise de l'alcool ou des drogues.

## Histoire

### Situation démographique des Autochtones
La situation démographique des autochtones a beaucoup varié depuis leur arrivée sur le territoire des Amériques. Cette démographie a changé par le manque de nourriture et les conflits entre les différents peuples. L’arrivée des Européens est sûrement la plus grande cause du déclin démographique de la population autochtone.
Cet article porte sur la démographie des autochtones de l’Amérique du Nord avant et après l’arrivée des Européens, les conséquences du régime anglais et leur situation démographique actuelle.
Au Québec, la situation démographique des autochtones a connu des hauts et des bas depuis leur arrivée sur le territoire du Québec. Selon Delage, avant l’arrivée des Européens, leur situation démographique était cyclique et il y avait environ 2 millions d’autochtones sur le territoire actuel du Québec en légère croissance. Bien sûr, plusieurs guerres importantes, dont celles entre les Hurons et les Iroquois, ont fait baisser la démographie, mais elle est globalement demeurée constante. La population des premiers habitants est estimée entre 70 et 100 millions en Amérique du Nord,.
Avant l’arrivée des européens, chez les peuples nomades, la nourriture était rare durant l’hiver puisque certaines activités, comme la cueillette, ne contribuaient pas à leur alimentation. Alors, divisés en petits groupes appelés regroupements d’hiver, ils se dispersaient sur leur territoire de chasse pour survivre. Cette saison était la pire de toutes pour la  démographie naturelle. Les peuples sédentaires eux, n’ont pas eu ce souci-là, car leurs récoltes les font survivre tout l’hiver,.

### Arrivée des Européens
À l’arrivée des Européens vers 1534, les autochtones ont su soigner les maladies des blancs contractées au Québec, ils les ont aidés à survivre à l’hiver et au scorbut. Au contact des Européens, les autochtones ont subi une très grande baisse démographique dû au choc microbien qui s'est produit au contact des maladies et épidémies importées de l’Europe.En effet, des maladies comme la coqueluche, la rougeole ou la variole, n’étaient pas connues des tribus amérindiennes. De plus, dès le début de la pratique de la traite des fourrures en 1650, plusieurs guerres ont éclaté dont la guerre de Sept Ans de 1756 à 1763 qui a mené à la proclamation royale et les guerres iroquoises qui eurent lieu entre 1650 et 1700 et furent de grandes causes de mortalité. La Proclamation royale du Roi George III allait fixer les repères législatifs des relations entre les Premières Nations et le Régime britannique au Canada. Les guerres iroquoises pour leur part entraînèrent la plus grande baisse démographique jamais connue, de 90 à 95 % entre le XVIe et le XVIIIe siècle,,,.

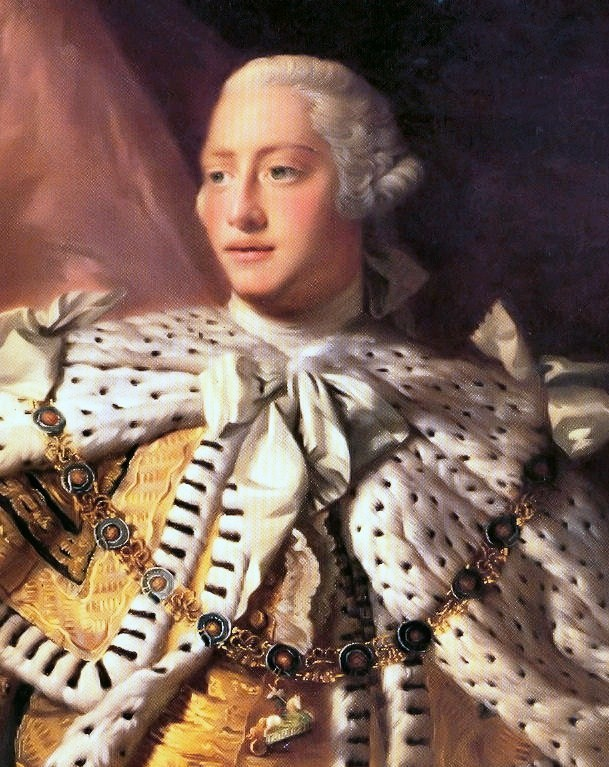
La Proclamation royale de 1763 de George III allait fixer les relations avec les Premières Nations du Canada sous le régime anglais.

Les épidémies ont commencé dès les années 1500 et ont emporté des centaines de milliers d’autochtones. La variole, le typhus, la grippe, la diphtérie de rougeole et la peste auraient tué entre 50 et 66 % de la population autochtone selon les peuples. Par la suite, au XVIIIe siècle en Nouvelle-Angleterre, le général Amherst autorisa la distribution de couvertures infestées de petite vérole aux autochtones de la tribu des Delawares, dans le but qu’ils soient exterminés par la maladie. Cet événement est sûrement l’une des premières attaques biologiques officielles en Amérique. En 1617-1619, une épidémie de peste bubonique ravage la Nouvelle-Angleterre. Certains historiens pensent que près de 10 millions d’autochtones pour tout le continent de l’Amérique auraient été victimes d’une épidémie, d’autres pensent plutôt qu’il y en a eu 90 millions, dont 10 pour l’Amérique du Nord.
Après le déclin progressif de l'importance de la traite de la fourrure, l’exploitation des ressources naturelles commença. Par la suite, en 1840, l’accès au territoire était compliqué, car les autochtones occupaient la majeure partie de ceux qui étaient exploitables. Les autorités gouvernementales ont alors essayé d’assimiler les autochtones au mode de vie des blancs pour les faire renoncer à leurs territoires ancestraux. Outre la guerre, la famine et les épidémies, les autochtones ont eu une porte de sortie pour ne plus être traités comme des mineurs à la suite de la loi sur les Indiens en 1876. L’émancipation était le meilleur moyen pour devenir blanc. Une autochtone pouvait se marier avec un blanc et par la même occasion, le devenir à son tour. Cependant, elle perdait tous les droits indiens qu’elle avait, ainsi que sa culture. Ceci a été un grand choc pour la démographie autochtone, qui a beaucoup diminué à la suite de cette action. Cette volonté d’assimilation était très grande. Ducan Campbell Scott, le grand artisan de cette procédure, a affirmé : « notre objectif est de poursuivre le travail jusqu’à ce qu’il n’y ait plus un seul indien au Canada qui n’ait pas été absorbé dans le corps politique et jusqu’à ce qu’il n’y ait plus de question indienne ni de département des Affaires de sauvages, tel est l’objectif principal de ce projet de loi. » (APC, R.G. 19 1920). Cette affirmation confirme que les Anglais avaient une très grande volonté d’assimilation.
Finalement, les autochtones sont en bonne voie de réussite pour reconquérir leur droit ancestral. La population augmente constamment, car les autochtones essaient plusieurs façons de devenir indépendants de l’état. Sur certaines réserves, comme celle de Maniwaki, les individus sont propriétaires de leur maison et gagnent leur vie sur la réserve. Cela démontre que les autochtones font preuve de persévérance et tiennent à leurs racines en travaillant dans le but d’améliorer leur situation. Les articles sur la vie sexuelle des autochtones et sur le mariage peuvent nous aider à mieux comprendre cette démographie.

### Commerce et échanges avec d'autres nations
L'article qui suit relate les faits importants entourant le début du commerce en Nouvelle-France. Ce commerce a vu le jour grâce à l'interaction entre l'homme blanc et les autochtones occupant le territoire mieux connu comme étant l'Amérique de nos jours. On découvre ici la provenance du commerce en Amérique, l'impact d'un commerce anglais instauré à la baie d'Hudson et aussi la naissance d'un réseau commercial important sur le territoire de l'Abitibi-Témiscamingue, un territoire envié et prolifique aux échanges commerciaux.

#### Provenance du commerce en Amérique
Dans la première moitié du XVIIe siècle, la course vers le développement de la traite des fourrures fait rage entre les Anglais et les Français. La demande est grandissante en Europe pour des peaux servant à confectionner des vêtements. La découverte du grand potentiel commercial de la fourrure a entraîné l'essor du commerce sur les territoires que nous connaissons aujourd'hui comme étant le Canada. Samuel de Champlain fut l'un des premiers à prendre conscience des possibilités commerciales envisageables. Initialement, la traite des fourrures était faite d'une façon très rudimentaire. Les premiers colons arrivés en Amérique échangèrent des outils et autres matériels avec les peuples autochtones contre des peaux d'animaux. Ces échanges étaient très prisés par plusieurs peuples autochtones, ce qui a mené à une compétition féroce entre les peuples. De grandes batailles entre les tribus des premières nations furent déclenchées afin de gagner le monopole du commerce. On connaît les combats entre les Hurons, un grand peuple de commerçants autochtones, et les Iroquois des alentours de Québec.

#### Instauration de la Compagnie de la Baie d'Hudson
Aux cours des années 1659-1660, deux explorateurs commerçants viennent radicalement changer la façon de commercer en Amérique. En effet, Radisson et son beau-frère Des Groseillers découvrent, à l'aide des Cris, une source abondante de bêtes à fourrures dans les régions les plus nordiques du Québec. Cette découverte permet donc d'éviter les confrontations avec les Iroquois qui contrôlent la majorité du commerce plus au sud du Québec. Grâce à un financement de la part d'Anglais fortunés, les deux explorateurs entreprennent l'exploration par voie maritime de la baie d'Hudson. Quelques années plus tard le roi d'Angleterre reconnaît la Compagnie de la Baie d'Hudson et leur concède le monopole du commerce dans les alentours de la baie. C'est-à-dire qu'aucune autre compagnie anglaise ne peut venir s'installer afin de commercer sur le territoire qui leur a été confié. Ce territoire s'étend sur environ 7 800 000 de kilomètres carrés. Une décennie après la formation de la compagnie, trois postes de traite voient le jour près des cours d'eau importants des alentours. On voit s'édifier le Fort Charles à l'embouchure des rivières Rupert, le Moose Factory près de la rivière Moose et le Fort Albany sur la rivière Albany qui parcourt la province de l'Ontario. Les commerçants anglais font compétition avec le commerce français plus au sud de la province. En effet, ils offrent un meilleur prix d'achat pour les peaux et leur marchandise est vendue à moindre coût comparativement aux équipements d'origine française. C'est pour ces motifs que les Cris, les Abitibis et les Témiscamingues décident de traiter avec les anglais tout en délaissant les commerçants français. Afin d'offrir une concurrence aux marchands du nord, les Français décident donc d'ériger des postes de traites dans l'Outaouais, près de la baie James ainsi qu'en Abitibi-Témiscamingue. Quelques postes clandestins sont déjà en opération dans ces régions. Ils ont été ouverts par des coureurs des bois aux alentours des années 1670. Toute porte à croire qu'ils seraient les fondateurs du tout premier poste du Témiscamingue. De 1676 à 1679, l'interdiction de la course des bois est instaurée afin de permettre d'accroître le profit des compagnies à monopole,.

Signature des Algonquins lors de la Grande paix de Montréal

#### Fort Témiscamingue
Le commerce dans le Nord du Québec intéresse les marchands français. C'est en 1686 que Pierre Chevalier de Troyes quitte Montréal afin de se rendre à la Baie d'Hudson avec une petite armée composée d'Européens et de Canadiens. Ils sillonnent la rivière des Outaouais afin d'aller séjourner au Témiscamingue où la Compagnie du Nord, une compagnie française, a pris la relève des coureurs des bois. Ces Français occupaient déjà l'ancien poste de traite ouvert jadis par les coureurs des bois, qui fut renommé Sainte-Anne des Témiscamingue. Ce poste se trouve sur une petite île du lac Témiscamingue. L'expédition va bon train. Quelques mois plus tard, lui et son équipage parviennent jusqu'à la fourche de Monsipy de la rivière Moose. À partir de cet endroit, il leur faudra moins d'un mois pour s'emparer des trois postes anglais au fond de la baie d'Hudson et détruire les hangars de l'île Charlton qui servaient comme dépôt central des marchandises de la Compagnie de la Baie d'Hudson. Une fois ces exploits accomplis, Pierre Chevalier de Troyes renomme le Fort Sainte-Anne, le Fort Saint-Louis (Moose) et le Fort Saint-Jacques (Charles). C'est ainsi que les Français prennent le contrôle quasi total du commerce des fourrures dans la région nordique à l'exception du comptoir de Port Nelson qui est toujours occupé par les Anglais. On présume qu'une riposte iroquoise a lieu au Témiscamingue en guise de réplique aux attaques de Pierre Chevalier de Troyes. En effet, selon la rumeur, les Français du premier poste de traite du Témiscamingue auraient été mis à mort ou bien contraints de quitter le poste avant que les Iroquois ne rasent ce dernier jusqu'au sol.
Vers la fin du XVIIe siècle, une crise du commerce éclate provoquant l'abolition du système des congés. Ce système fut mis en place par le roi afin de contrôler la traite. Les congés stipulaient une limite de moins de 200 personnes impliquées dans le commerce des fourrures en Nouvelle-France. Le système ne fonctionne pas comme prévu et on retrouve plus de 500 individus impliqués dans la région des Grands Lacs. Cela entraîne une saturation du commerce et une quantité incroyable de marchandise non vendue. On interdit donc le commerce à l'intérieur des terres entre Montréal et la baie d'Hudson à compter du début du XVIIIe siècle. Une tentative de remise en marche du poste du Témiscamingue est effectuée en 1707 par Jean Soumande, un marchand de Montréal, et Denis Riverin, député de Paris de la nouvelle Compagnie de la Colonie. Les autorités coloniales françaises refusent catégoriquement sous prétexte que le poste nuirait au commerce à Montréal et inciterait les Népissingues, nouvellement installés en bordure de Montréal, à retourner à leur territoire ancestral. Cela engendrerait la perte considérable d'un allié militaire autochtone important.
En 1713, le traité d'Utrecht met fin à plusieurs années de conflits entre la France et l'Angleterre. Le traité oblige les Français à quitter la baie d'Hudson afin de la céder aux Anglais. De ce fait, les autorités coloniales françaises reconsidèrent l'importance commerciale de l'Abitibi-Témiscamingue. En 1720, Pierre Rigaud de Vaudreuil, gouverneur de la Nouvelle-France, estime que la réouverture d'un poste au Témiscamingue serait un atout au sein du commerce de l'intérieur. L'agglomération d'autochtones entourant les postes de traites augmente le pouvoir de commercer. C'est pour ces motifs que le gouverneur mandate Guillaume Pothier de Pommeroy et six hommes pour ériger un nouveau poste de traite près de la ville actuelle de Ville-Marie. L'instauration de ce nouveau poste suscite beaucoup l'intérêt des chasseurs et des groupes autochtones des alentours. Au lieu d'être obligés d'abandonner leur territoire pour aller commercer à Montréal, ils peuvent maintenant le faire sans devoir voyager sur de longues distances ce qui attire beaucoup de commerçants locaux. Ceci va sans doute affecter de façon très importante le commerce qui se déroule à Montréal. En somme, tous les faits cités précédemment sont le résultat direct d'un premier contact avec le peuple autochtone. C'est en partie grâce à eux que le commerce de la fourrure a pris une expansion aussi importante. On reconnaît aujourd'hui tous ces exploits comme étant l'instauration officielle de colonies commerçantes anglaises et françaises au sein des territoires du Québec et des alentours.

#### Régime anglais et commerce de la fourrure
Sous le Régime anglais, le commerce de la fourrure sera maintenu au Canada jusqu'à l'industrialisation. L’économie du Canada en crise peu après la conquête pourra compter sur l'Angleterre qui importe les fourrures du Canada. Dans ce contexte, c'est surtout la Proclamation royale du roi George III en 1763 qui fait force de loi par rapport aux rapports sociaux au Canada entre le Régime britannique et les Premières nations,,.
Par la suite l'industrialisation, la Loi sur les Indiens de 1876 et plusieurs autres facteurs modifieront pour toujours l’économie traditionnelle du Canada qui était fondé sur le commerce de la fourrure,,. Récemment en 1991 la Compagnie de la Baie d'Hudson abandonnait définitivement l’exploitation de la fourrure au Canada sous la pression de groupes écologistes.
De nos jours les Algonquins participent activement à la vie canadienne comme dans la province de Québec où récemment, ils ont appuyé la protection des caribous de Val d'Or.

### Femmes iroquoiennes et algonquiennes
L'article qui suit traite de la différence des tâches entre les femmes iroquoiennes et algonquiennes. Pour les femmes iroquoiennes, il sera montré leur histoire, les tâches associées à leur vie quotidienne, l'habitation, les valeurs fondamentales et le statut politique des femmes. Pour ce qui est des femmes algonquiennes, il sera question de leur histoire, leur habitation et de leur statut politique qui seront expliqués dans cet article.
Vers 1500, près de 25 nations iroquoiennes vivaient sur les basses terres du St-Laurent à l'est des Grands Lacs. C'est l'explorateur Jacques Cartier qui rencontra les Iroquois du St-Laurent lorsqu'il a visité Hochelaga en 1535. Les Iroquois du St-Laurent sont un peuple cultivateur semi-sédentaire, puisqu'ils restent une dizaine d'années sur le même territoire.
La société sédentaire vit grâce à la culture du maïs, des haricots, des courges, du tabac et les fruits sauvages. Ceux-ci se cueillaient surtout à l'automne. Cultiver et cueillir étaient réservé aux femmes et aux enfants qui ramassaient de grandes quantités de nourriture destinées au clan pour se nourrir. À la suite de la grande découverte de Champlain, lors de son expédition de la côte atlantique : « le lendemain le sieur de Mons fut à terre pour veoir leur labourage sur le bort de la riviere, & moy avec luy, & vismes leur bleds qui sont bleds d'Inde, qu'ils font en jardinages, semant trois ou quatre grains en un lieu, après ils assemblent tout autour avec des escailles du susdit signoc quantité de terre : Puis à trois pieds delà en sement encore autant; & ainsi consecutivement. Parmy ce bled à chasque touffeau elles plantent 3. Ou 4. Febves du Bresil, qui vienent de diverses couleurs. ». »
Champlain montre ici les tâches effectuées par les femmes iroquoiennes lors de la période de l'agriculture. Elles sont responsables de l'aménagement des clairières, de l'entretien et l'ensemencement des champs. Les femmes effectuent aussi la tâche importante de confectionner les vêtements en peaux d'animaux pour les différentes saisons de l'année. En hiver, les vêtements sont beaucoup plus longs que durant l'été. Les femmes recherchaient aussi des coquillages pour confectionner différents modèles de colliers. Plusieurs marchandises, par exemple les colliers et vêtements faisaient l'objet de ventes pour recevoir de la nourriture, des outils ou des armes pour aller à la guerre. Après une longue journée de travail, les femmes doivent préparer le repas afin de nourrir leur famille.
Concernant les habitations des Iroquois, les maisons longues sont construites par les hommes, afin de procurer un toit à la famille. Il s'agit d'une maison pouvant aller de 20 à 30 mètres de long pour une largeur de 5 à 7 mètres. Cette maison peut accueillir plusieurs familles, puisqu'elles sont construites pour être des habitations multifamiliales. Ces maisons peuvent aussi servir comme lieux d'assemblées politiques et de cérémonies.
Les femmes ont aussi la responsabilité de l'éducation des enfants. La mère donne ainsi une identité sociale aux enfants. Elles transmettent les valeurs fondamentales de leur clan à leurs enfants. Les principales valeurs transmises sont le respect, la loyauté et l'entraide entre les différentes personnes de la tribu.
Les femmes constituent le pivot de l'organisation sociale. Il s'agit d'une société matriarcale chez les iroquoiens contrairement aux algonquiens. Dans le clan iroquois, la position sociale des femmes leur permettait de participer activement à la vie politique. Ce sont les femmes iroquoises qui ont le pouvoir de nommer les chefs civils et même de les destituer s'il y a lieu. La société matriarcale donne le pouvoir aux femmes dans cette tribu, elles jouaient un rôle actif dans les périodes de guerre. Ce rôle leur donnait même le pouvoir d'inciter les chefs de guerre à organiser des expéditions pour venger la mort des membres de leur famille ou de la même lignée.

#### Tâches effectuées
Le peuple algonquien est situé sur une grande partie du Canada. Ce peuple occupe des territoires situés au sud-ouest du Québec et à l'est de l'Ontario. Au Québec, on peut compter jusqu'à neuf communautés algonquiennes. Ces tribus sont en grande majorité établies près des cours d'eau pour faciliter les moyens de transport et d'alimentation. Établi sur le Bouclier canadien et les Appalaches, cet emplacement leur procure un très grand territoire. Dès 1603, les premiers liens sont tissés entre les Algonquins et les Européens, à qui ils enseignent à se déplacer soit en canot, en raquette ou à l'aide d'un toboggan.
Les femmes exécutent la cueillette de petits fruits, des noix ainsi que des plantes médicinales pour la tribu. Avec les fourrures rapportées par les hommes, les femmes confectionnent des tuniques, des pagnes, des capes, des jambières, des mitaines et des mocassins. Les femmes algonquiennes font le séchage et le fumage de la viande d'animaux rapportés par les hommes pour que la viande soit conservée plus longtemps. Elles s'occupent aussi des enfants de la tribu. Les femmes doivent veiller à ce que les besoins fondamentaux des enfants soient comblés, c'est-à-dire dormir, manger, boire et avoir un toit sur la tête. Les hommes ont construit un takinagan, utilisé par les femmes, afin de transporter les bébés sur leur dos tout en continuant d'effectuer leurs tâches habituelles : la cueillette, la confection des vêtements, la garde des enfants.
Les habitations sont réalisées en peaux d'animaux ou en écorce et appelées wigwam ou tipis. Ces habitations légères sont idéales pour eux en raison de leur mode de vie nomade .

#### Statut politique
Dans leur mode de vie, les femmes algonquiennes n'ont pas autant de pouvoir que les femmes iroquoiennes. Mais même si société algonquienne est patriarcale, les femmes ont tout de même le droit de vote dans les assemblées. Les femmes algonquiennes exécutent les ordres transmis par leur mari ou chef de territoire. Le tableau suivant présente les distinctions entre les peuples iroquois et algonquiens relatives au mode de vie et à l'organisation sociale.
| Tableau comparatif          | Iroquoiennes | Algonquiennes |
| --------------------------- | --- | --- |
| Territoire                  | Basses-terres du Saint-Laurent (petit territoire au Québec)                                                                                          | Bouclier canadien et Appalaches (grand territoire au Québec)                                                                   |
| Structure sociale           | Matrilinéaire et matrilocale | Patriarcale |
| Mode de vie                 | Sédentaire | Nomade |
| Aliments de base            | Maïs, courges, fèves (agriculture) | Gibier, poisson (chasse et pêche)                                                                                              |
| Habitation                  | Maisons longues dans un village entouré d'une palissade (bois)                                                                                       | Wigwams ou tipi dans un campement (bois)                                                                                       |
| Habillement                 | Fait en peaux d'animaux | Fait en peaux d'animaux |
| Statut politique des femmes | Nomme le chef de clan, décisions prises par consensus (tout le monde est d'accord), droit de déclarer la période de guerre, droit de parole puissant | Chef de bande, il est choisi par la tribu, décisions prises par consensus (tout le monde est d'accord), droit de parole fiable |
| Rôle des femmes             | Tâches domestiques, enfants, décisions, récoltes, confection de vêtements, préparation des repas                                                     | Tâches domestiques, enfants, confection de vêtements, cueillette, préparation de la viande d'animaux                           |

Pour conclure, peu importe s'il s'agit d'une tâche simple ou complexe, toutes les tâches effectuées par les femmes doivent être exécutées pour le bien de la population et la survie de leur peuple. Nous avons pu constater quelques différences entre les femmes iroquoiennes et algonquiennes qui nous aident à bien distinguer les deux sociétés autochtones, soit matriarcales ou patriarcales.

### Morts et rites funéraires
L'idée de la mort n'est pas taboue chez les peuples autochtones. Au contraire, cela est sain de retrouver les esprits et veiller sur les proches. C'est pour cela qu'il y a une grande préparation lorsqu'un membre de la communauté décède. Les Algonquins établissements de nombreux préparatifs durant le rite funéraire, car ils ont comme idée de préparer le défunt pour un grand voyage. Premièrement, la dépouille est déposée sur une plate-forme dans un arbre, afin de préserver le lien précieux avec la nature. Ensuite, les proches du défunt portent au corps des objets et des biens personnels devant la sépulture en signe de respect afin de l'équiper pour un monde différent où il poursuivra ses activités. Les Algonquins ont une vision bien précise de la mort. En effet, les croyances se rattachant au passage de ce monde à un autre peuvent s'observer par le dédoublement des âmes. Les autochtones croient qu'il y aurait deux âmes dans chacun et qu'une se déplace dans le monde des esprits et que la deuxième restait accrochée au corps. L'âme qui restait subissait le même sort que le défunt soit l'incinération,.
Entourant les funérailles, la communauté se retrouve dans une salle afin de partager un repas en mémoire du disparu. L'importance de ces rites funéraires est expliquée par la peur que le défunt n'arrive pas à passer dans le monde des esprits et qu'il revienne sous la forme d'un esprit tourmenté en quête d'un corps pour se retrouver de nouveau ou bien que celui-ci nuise à la rentabilité de la chasse et de la pêche. Le milieu physique, le monde végétal, animal et humain en lien avec la nature, l'espace et le temps sont perçus comme parfaitement intégrés dans la perception de la vie chez les autochtones. C'est donc pour cela que l'au-delà est une continuité de la vie. Un dialogue avec les défunts est normal et la croyance de la poursuite de leur vie dans un autre lieu est une conviction. C'est d'ailleurs pour cela que le défunt est enterré avec des objets lui appartenant afin qu'il poursuive ses activités dans un autre monde.

« Je luy demandis de quelle ceremonie ils usoient à prier leur Dieu. Il me dist, qu'ils n'usoient point autrement de ceremonie,sinon qu'un chacun prioit en son cœur comme il vouloit. Voilà pourquoi je croy qu'il n'y a aucune loy parmi eux, ne sçavent que c'est d'adorer & prier Dieu, & vivent la plupart comme bestes brutes. »

Champlain démontre l'importance de la croyance chez les Autochtones en lien avec la mort et l'importance de la prière dans cette circonstance de deuil.

#### Maladies dévastatrices
L'arrivée des Français et la participation des autochtones au commerce des fourrures ont fait beaucoup de ravages chez le peuple d'Autochtones. Dès le début du XVIe siècle, la propagation rapide des nouvelles maladies et le manque d'anticorps chez les autochtones ont provoqué un choc terrible. L'impact des nouvelles maladies prend vite un caractère épidémique. Entre 1630 et 1640, plus des deux tiers d'entre eux meurent à la suite d'épidémies de variole. En effet, is étaient environ 30 000 au début du XVIe siècle et n'étaient plus que 9000 dans les années 1640.
Actuellement, l'espérance de vie chez les autochtones est de six ans inférieure à la moyenne canadienne. D'autre plus, la mortalité infantile est presque deux fois plus élevée que la moyenne au Canada .

#### Suicide
Actuellement, les autochtones sont confrontés à un taux élevé de suicides dans les communautés. En lien avec les dépendances et les changements de modes de vie, les autochtones vivent en effet des difficultés qui les poussent vers le désir de mettre fin à leurs vies. Puisque cela n'est pas perçu de façon négative chez le peuple, la compréhension et l'acceptation de ce geste constituent selon eux une libération dans le but d'atteindre un monde meilleur.
Les statistiques démontrent que le taux de suicide chez les autochtones pour tous les groupes d'âge est de trois fois plus élevé que la population non autochtone. Ce sont les jeunes qui les plus touchés par cette triste réalité avec un taux de suicide de 5 à 8 fois supérieur à la moyenne canadienne (Commission Royale sur les peuples autochtones).

## Femmes autochtones

### Loi sur les Indiens

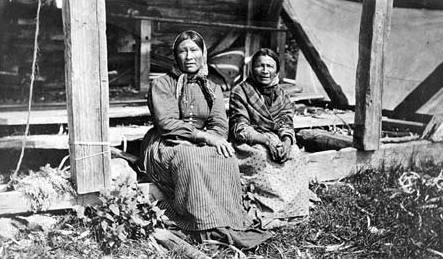
Femmes autochtones en juillet 1906.

La Loi sur les Indiens établie en 1876 enleva notamment le pouvoir politique aux femmes autochtones. Mis à part ce pouvoir, les femmes autochtones étaient très bien traitées par les hommes de leurs sociétés. Leurs conditions ont complètement été dénigrées depuis cette Loi sur les Indiens. Ces femmes vivent des conditions très différentes des femmes québécoises. Cette Loi démontre un exemple bien flagrant : une femme qui n'épousait pas un homme autochtone, donc qui épousait un Européen, perdait tout ce qu'elle avait. Par exemple : Plus d'accès aux soins de santé et non plus à l'éducation dans la réserve. De plus, elles ne peuvent même plus recevoir d'héritage de leurs propres parents et être enterrées sur des lieux sacrés.

### Conditions de vie
Plusieurs causes sont à l'origine des moins bonnes conditions de vie des femmes telles que l'enlèvement par les services sociaux de leurs enfants, envoyés alors dans des pensionnats notamment celui de St-Marc-de-Figuery (près d'Amos) en Abitibi-Témiscamingue en 1950 . Il y a aussi le fait qu'avant, toute la communauté se nourrissait de viande sauvage et que maintenant elles ont une alimentation plus nocive pour la santé. Finalement, il y a le fait que les jeunes femmes sont plus précoces pour fonder une famille. Certaines d'entre elles ont des enfants parfois dès l'âge de 12 ans.
Même si les femmes sont dans un mouvement de progrès depuis la modification de la Loi sur les Indiens en 1985, il reste que dans les différentes réserves autochtones du Québec ou algonquines de l'Abitibi-Témiscamingue, il y a encore du chemin à faire pour pouvoir dire qu'elles vivent dans de bonnes conditions. Premièrement, l'espérance de vie de ces femmes (65 ans et + = 4 525 habitants) est plus élevée que celle des hommes (65 ans et + = 2 951 habitants) dans tout le Québec. De plus, elles sont plus mal en point qu'avant. Ceci est dû entre autres à leur inactivité au sein de leurs communautés. Auparavant, les femmes avaient un mode de vie plus actif, car elles étaient très impliquées au travail, ce qui leur demandait de faire de gros efforts physiques. On assiste donc présentement aux conséquences de ce changement drastique de leurs modes de vie résultant d'un passage d'une société nomade à une société sédentaire plus oisive.
Selon le conférencier Richard Kistabish, la violence est encore énormément présente, elle a diminué certes, mais de manière très minime. Le suicide est devenu chose banale ce qui est très désolant, car la moyenne de jeunes résidents dans ces communautés qui se suicide est de 12-13 ans.

### Avenir
L'association des Femmes autochtones du Québec (FAQ) fondée en 1974 est là pour défendre les droits des femmes autochtones. Cette association dénonce entre autres la violence faite aux femmes, car elle estime que 8 femmes sur 10 sont victimes d'une forme de violence sur les réserves. L'association démontre que la violence débute souvent par la négligence parentale, l'inceste, les abus autant physiques que verbaux. De plus, comme la violence est un cercle vicieux, la plupart du temps, les femmes reproduiront la violence sur leurs propres enfants.
Une correction de la Loi sur les Indiens donne une lueur d'espoir à ces femmes en 1985, qui à ce moment, ont retrouvé leurs statuts d'Indiennes. Après tant d'années à s'être battues, celles-ci ont quand même retrouvé ce qui leur avait été enlevé.

## Histoire des communautés

### Première Nation de Timiskaming

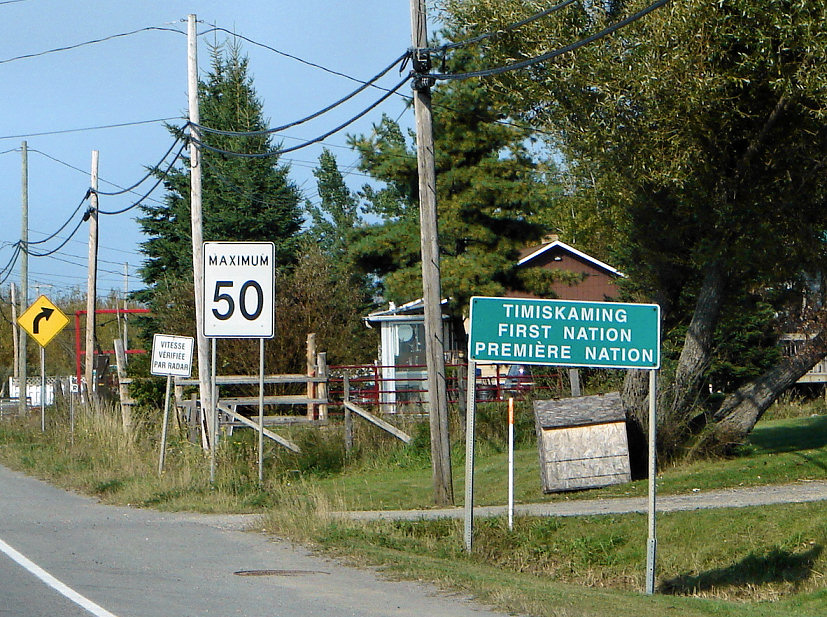
Panneau de bienvenue de la Première Nation de Timiskaming.

La réserve indienne de la Première Nation de Timiskaming, située au nord de Notre-Dame-du-Nord, est l'une des plus vieilles réserves au Québec. Elle fut créée à la suite des grandes pressions effectuées par les Algonquins sur le gouvernement. En effet, depuis le début des années 1840, les Anishinaabes veulent obtenir de nouvelles terres pour remplacer celles qui ont été dévastées par le travail forestier ou demandent la protection pour celles déjà existantes. En réponse, le gouvernement du Canada-Uni leur remet en 1851 93 800 hectares de terres, ce qui permettra plus tard la construction de 11 réserves à l'échelle du pays, réservées uniquement aux Premières Nations. À la suite de cette décision, le 9 août 1853, la réserve de Timiskaming fut créée. Elle compte à l'époque une étendue totale de 15 540 hectares. Elle s'étend au nord de la rivière des Outaouais, de la ligne de division du Haut et du Bas-Canada et se poursuit jusqu'à la tête du lac Témiscamingue. Elle s'étale sur 9,6 kilomètres de largeur et 16 kilomètres de profondeur. Plus concrètement, le territoire accordé correspond aux limites du canton de Nédélec. Cependant, les Algonquins de Temiskaming souhaitaient obtenir le territoire couvrant l'ensemble de la rive est du grand lac Témiscamingue, soit 100 000 acres. Cette demande fut refusée et seulement le secteur de la tête du lac leur fut attribué, soit le tiers du territoire demandé correspondant à 38 400 acres.

#### Habitants de la réserve de Timiskaming
Elle est mise en place pour les Anishinaabes nomades de la région, soit les Algonquins, les Outaouais et les Népissingues. Le nom algonquin des résidents de l'époque en 1853 est « Sagiwan icana bi » et se traduit ainsi « Peuple dont la résidence principale est la tête du lac ». Les premiers résidents de la réserve furent principalement des Anishinaabes métissés. Les Oblats, missionnaires colonisateurs, espèrent fortement que les résidents Métis influencent les Algonquins à abandonner leur mode de vie traditionnel, pour une conversion vers l'agriculture. Toutefois, les résultats ne sont pas ceux désirés, les Algonquins continuent le nomadisme, les activités traditionnelles et ils alternent entre la vie à la réserve de la Tête-du-lac et leurs territoires de chasse pendant de nombreuses années.

#### Première division du territoire peu avantXXesiècle
Comme les Algonquins pratiquent peu l'agriculture, les Eurocanadiens ont exercé plusieurs pressions pour obtenir la possibilité d'utiliser les territoires protégés et non protégés des Algonquins. Parmi toutes les pressions effectuées, les plus impressionnantes sont celles réalisées dans le but d'obtenir les terres de la réserve de la Tête-du-lac. Voici le résumé des plus importantes étapes effectuées dans la réduction du territoire qui ont commencé peu avant le XXe siècle et qui se sont perpétuées tout au long des années 1900.
En 1854 et 1858, le législateur du pays effectue l'arpentage de tout le secteur afin de délimiter précisément les limites de la réserve octroyée en 1853. La frontière ouest fut modifiée, c'est-à-dire qu'elle est réduite à 1,6 kilomètre de la frontière interprovinciale. Cette nouvelle organisation du secteur, appartenant à la communauté, amène plusieurs protestations des résidents autochtones. Le gouvernement décide, en 1876, de faire l'arpentage de nouveau afin de répondre aux nombreuses protestations des Anichnabes. Cette nouvelle expertise confirme les résultats obtenus en 1858. D'ailleurs, il semblerait que les arpenteurs auraient eu certaines directives demandant de prendre en considération les concessions forestières dans cette nouvelle délimitation. Il est important de savoir qu'à cette époque l'industrie forestière est plus active que jamais.
En 1894, les colons et les entrepreneurs forestiers exercent une pression continue sur les premières nations qui les amènent à vendre la partie de leur territoire située près de la rivière Des-Quinze. Du même coup, les colonisateurs blancs entreprennent l'exploitation du pin et l'établissement de colons sur cette section de la réserve de 1853.
En 1902, la municipalité de Notre-Dame-du-Nord, connue à l'époque sous les noms de Murray city et Nord-Témiscamingue, fut créée à la suite de la vente de la partie nord et de la partie est de la réserve par le conseil de bande. C'est à partir de cette date que les colons ont commencé l'agriculture sur le terrain des Indiens. En 1905, le conseil de bande procède à d'autres ventes de terres boisées et les ventes sont effectuées par le gouvernement fédéral. L'argent amassé va dans les coffres de la réserve pour le financement de projets spéciaux, ainsi que pour les infrastructures.

#### Création de Nédelec
En 1909, Nédelec, un village situé au nord de la réserve de Temiskaming, est fondé sur la partie est des territoires obtenus en 1902. Les autorités civiles et religieuses ainsi que les colons, de la région de Nédelec, désirent fortement acheter la section nord de la réserve afin d'étendre les limites de leur localité. Ils insistent fortement sur les membres de la bande, qui majoritairement, ne désirent pas vendre de nouvelles sections de leur territoire. Pourtant, les promoteurs des agrandissements donnent toujours les mêmes arguments: ils affirment que des terres fertiles sont gaspillées, puisque les Algonquins ne les cultivent pas et ne les colonisent pas. Entre les années 1920 à 1930, ils invitent à cinq reprises les membres de la nation algonquine à voter sur la vente. Les missionnaires colonisateurs particulièrement le curé Louis-Zéphirin Moreau exercent des pressions pendant les années 1930 auprès de différents ministres, sous-ministres et députés pour obtenir le territoire de la réserve. Les noms connus qui ont été contactés par le curé sont:
- Ministre de la Colonisation, Hector LaFerté
- Ministre des Terres et Forêts, Honoré Mercier
- Député du Parti conservateur, dans la circonscription de Pontiac, Charles Bélec
- Sous-ministre des Terres, F.-X. Lemieux

En 1922, les autochtones de Timiskaming refusent une autre proposition des blancs. Cette dernière comprenait entre autres l'échange de terrain de la réserve contre un autre territoire situé au nord du lac Des-Quinze, dans le canton de Villars.
En 1937 et 1938, deux votes ont lieu, toujours avec une réponse négative. Toutefois, dans la dernière tentative, des gens de la communauté de Nédelec ont décidé de s'introduire illégalement dans la réserve autochtone, en dépit des risques associés à la transgression des lois canadiennes.

#### Vote décisif
En 1939, plus précisément le 22 juin, un vote a lieu et les Anishinaabes livrent une réponse partagée: ils sont 19 à accepter et 24 à refuser. C'est devant cette division des résidents de Timiskaming que les promoteurs blancs décident de mettre de grandes pressions et d'organiser un deuxième vote deux jours plus tard. Même si certains Anishinaabes refusent toujours, des représentants du gouvernement provincial, associés aux missionnaires-colonisateurs, choisissent de mettre en jeu des incitations très intéressantes pour les convaincre. Le représentant des affaires indiennes a même promis une somme de 25 $ à tous les Anishnaabes, si un vote positif est obtenu. Les Anishinaabes acceptent finalement de céder leur territoire avec un vote final à l'unanimité. Les Algonquins autorisent cette cessation à contrecœur, sous quatre conditions:
- Le gouvernement paye 30 000 $ pour l'achat de 9 000 acres de la réserve.
- Il abandonne ses droits sur cette partie de la réserve.
- Il accepte que l'argent qui sera obtenu, dans le cas de futures ventes des autres parties de la réserve, soit versé dans le fonds des Anishinaabes habitant sur la réserve, par le biais du gouvernement fédéral.
- Il promet d'accorder les subventions et les avantages compris dans les programmes de colonisation aux Anishinaabes de la réserve, en date du 24 juin 1939, qui veulent s'établir à titre de colon sur les terres de la réserve.

Les cessions de territoires présentées ici sont les plus importantes dans l'histoire de Timiskaming mais il est important de savoir qu'il y en a eu d'autres, 40 en tout, et toutes sont considérées comme suspectes. Elles font présentement l'objet d'études.

#### Actuellement
Selon le recensement de 2007, il y a 593 Algonquins résidents à Timiskaming et 1037 non-résidents, ce qui fait une population globale de 1630 personnes. Pour ce qui est de son territoire, il est maintenant d'une superficie de 21,49 km2. La réserve, de nos jours, n'est plus du tout la même en raison de la diminution considérable de sa surface et l'évolution de sa population. Finalement, cette réserve a une histoire unique qui la différencie grandement des autres réserves autochtones.

### Pikogan
Les peuples autochtones font partie de l'histoire du Québec. Les Algonquins étaient sur le territoire avant même l'arrivée des Blancs. Présentement, il y a 11 communautés algonquines au Québec. Voyons l'histoire de l'une d'entre elles, des années 1600 à aujourd'hui, Pikogan.

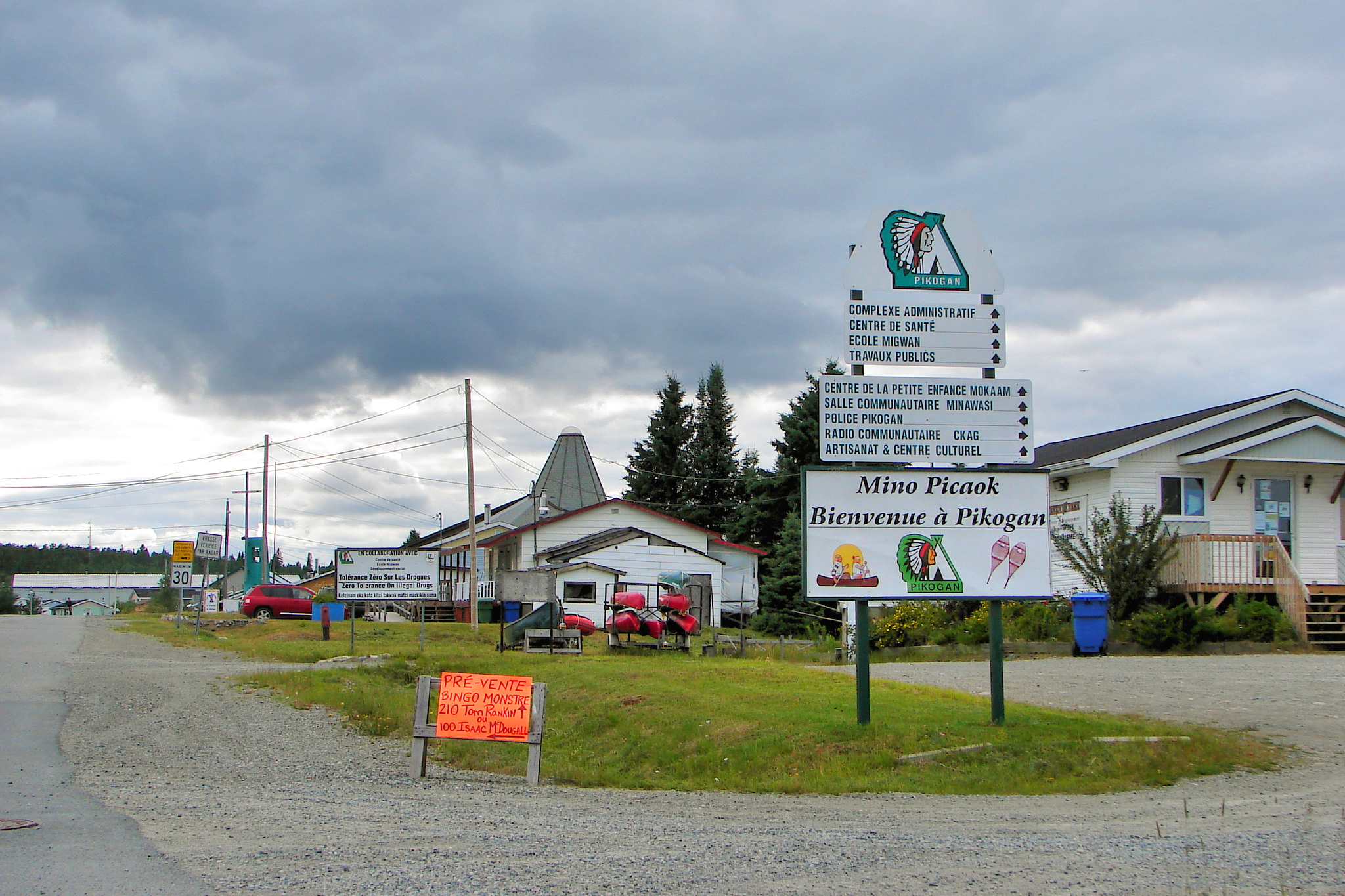
Les Pikogan.

Dans les années 1500, les autochtones du lac Abitibi vivent en petits groupements familiaux. Chaque famille possède ses terres à l'intérieur desquelles elle se déplace afin de chasser et pêcher. Ils utilisent la raquette pour se déplacer sur la neige et les lacs gelés. Les Algonquins de l'Abitibi fabriquent une bonne partie de leurs outils et objets d'utilité courante. Dans les années 1600, les Abitibiwinnis, issus du groupe d'Anichinabés mieux connus sous le nom d'Algonquins, se situent dans la hauteur des terres entre les rivières Harricana, au Québec et Abitibi, en Ontario ainsi que dans une partie du versant de la baie James. Durant l'été, ils se rassemblent autour du Lac Abitibi, d'où leur nom Apittipi anissiape, qui signifie gens du lac à coloration foncée.
En 1906, les Abitibiwinnis vivent autour du lac Abitibi. Depuis la confédération, ce sont les provinces qui sont propriétaires du territoire. En juin 1906, les Abitibiwinnis de l'Ontario signent un traité selon lequel ils vont se faire céder une partie de territoire, une réserve. Aussi, ils vont recevoir 4 $ par jour. Les Abitibiwinnis du Québec ne reçoivent rien. On leur dit que le gouvernement du Québec refuse de leur céder du territoire parce qu'il considère que les autochtones n'ont aucun droit dessus. Le gouvernement fédéral propose aux Abitibiwinnis du Québec de faire semblant qu'ils vivent en Ontario et de signer le traité. Ils signent, mais ne partent jamais habiter sur le territoire de l'Ontario. Le gouvernement du Québec ne leur cède pas de terre. Durant 50 ans, ils errent au long du chemin de fer entourant les villes de La Sarre, Amos et Senneterre. En 1950, la fréquentation scolaire devient obligatoire ce qui amène 207 Algonquins de l'Harricana à abandonner leur campement sur les hauts de la rivière pour s'établir à Amos. En 1955, la communauté s'établit sur la réserve alors que la bande achète la terre d'un fermier blanc à même son propre fonds de bande. C'est le 10 octobre 1958 que la réserve est officiellement créée. Elle est alors nommée Village Pikogan. Le nom du village de Pikogan vient d'un terme algonquin qui signifie « tente de peau ». Ces tentes, connues sous l'appellation de tipis (ou tee-pee), ont été pendant longtemps les résidences principales des Algonquins. La réserve est située au nord du 49e parallèle à 3 km d'Amos, le long de la route Matagami, sur la rive Ouest de la rivière Harricana, au Québec. En 1960, la réserve s'étend sur environ 90 hectares. À ce moment, la plupart des Algonquins de Pikogan vivent dans des tentes, des cabanes ou des petites maisons près de la rivière. En 1964, le gouvernement fédéral y fait construire 20 maisons. En 1968, on construit une Église catholique sur la réserve. Puis, en 1970, on y construit une école primaire. En 1980, on voit apparaitre une salle et une radio communautaires. Pour tous les autres services, les Algonquins de Pikogan doivent se rendre à Amos,.
Actuellement, le territoire couvre plus de 277 hectares. Il existe environ 600 personnes qui vivent sur la réserve et environ 300 à l'extérieur. Plus de 40 % de la population est âgée de moins de 18 ans. La langue la plus parlée est le français, suivie de l'anglais puis de l'algonquin. Les gens qui habitent sur la réserve ne sont pas propriétaires du terrain.

### Kitcisakik

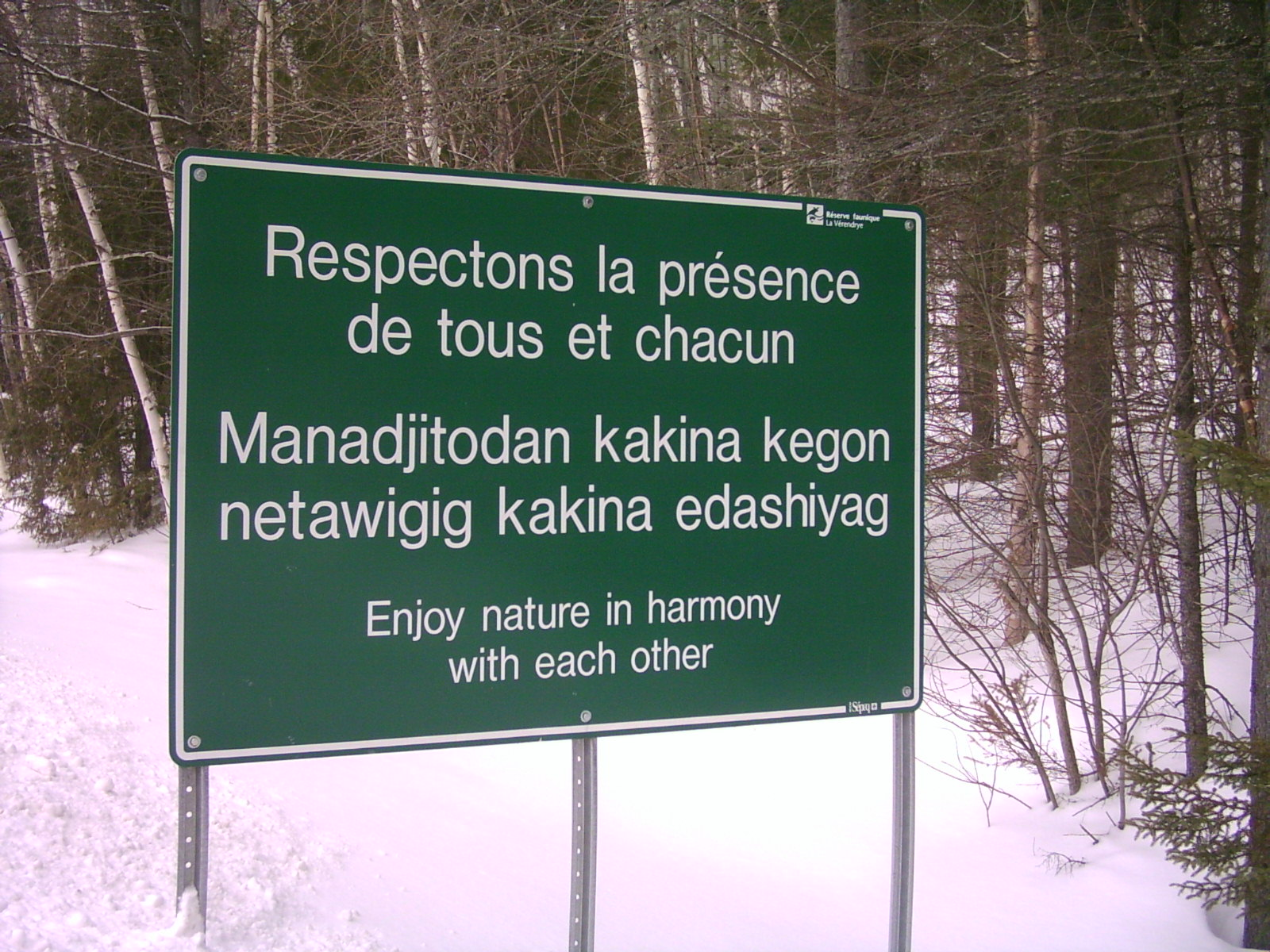
Les Kitcisakik se trouvent dans la Réserve faunique La Vérendrye de la province de Québec.

Chaque personne a une idée différente de l'histoire des autochtones. Certains ont des préjugés envers eux tandis que d'autres sont indifférents à leur culture. Cet article vous en apprendra sur l'histoire qui caractérise les peuples autochtones du Québec.Pikogan, Kipawa et Lac-Simon sont trois différentes réserves situées sur le territoire de l'Abitibi-Témiscamingue. Cet article vous présentera plus précisément l'histoire de la communauté de Kitcisakik. Un résumé de l'histoire des Algonquins, l'importance des services religieux, la situation actuelle des gens de cette communauté et une brève conclusion sont les thèmes seront présentés.
Il y a 10 000 ans, l'Abitibi-Témiscamingue ne pouvait être décrit comme un territoire, puisqu'il était recouvert de glace. Graduellement, ce glacier a disparu en produisant le lac Ojibway-Barlow qui aujourd'hui n'existe plus. Il y a environ 8 000 ans, les Algonquins sont venus s'établir dans la région. Grâce à leurs nombreux déplacements, ils ont laissé des traces de leur présence.

#### Histoire
Durant la Nouvelle-France de 1600 à 1760, on peut mieux comprendre le mode de vie des Algonquins. Une étude portant sur les Kotakoutouemis, Chamberland (et al.) nous informe de l'importance du commerce des fourrures qui était effectué à cette époque. À partir du premier poste de traite anglais de la baie James, les Algonquins du nord en collaboration avec les Attikameks et les Innus, effectuaient le transfert de leurs peaux vers Tadoussac. Par un réseau d'échanges ainsi que d'alliances, la marchandise était acheminée jusqu'à Tadoussac, situé à l'est du territoire. De plus, il existait trois foires dont celle de Maouatchihitonnam, de Necouba et de Ouapichiouanon où les Hurons participaient à des rassemblements à mi-chemin entre le pays des Attikamègues et le lac Témiscamingue.
D'après Chamberland (et al.), même en dépit de l'épidémie et des attaques de la part des Iroquois, les Hurons réussissent à maintenir un bon réseau d'échanges de la fourrure avec les Français. Malgré ces échanges, les Français n'étaient pas capables de fournir de la marchandise aux Algonquins,.

#### Église de Sainte-Clotilde-du-Grand-Lac
Dans les années 1785, des missionnaires sulpiciens se sont établis sur le territoire des gens de Kitcisakik, ayant ainsi le premier contact avec les Algonquins. Vers 1844 arrivent les Oblats : ils sont venus évangéliser la population autochtone et assurer le culte aux employés des compagnies de fourrures et de l'industrie du bois. C'est de cette façon que les Oblats ont eu des contacts avec les autochtones. Une mission catholique a été mise sur pied par les missionnaires. En 1911, ceux-ci fondèrent les registres de la paroisse de Sainte-Clotilde-du-Grand-Lac.
L'église a été construite en 1863. Elle est située derrière le village de Kitcisakik, c'est-à-dire en plein milieu de la presqu'île du Grand lac Victoria. Les prêtres ou les missionnaires habitent dans le presbytère voisin. Ce bâtiment est le plus vieux du village de Kitcisakik. Ces édifices sont les premiers à avoir pu bénéficier de l'électricité, à l'aide d'une génératrice, dans la communauté. Tous les étés, entre mai et septembre, des familles algonquiennes se rassemblaient pour les services religieux qui avaient lieu, chaque jour, à 9 h et à 19 h. Il y avait également des célébrations de sacrements lors de ces services.
Il y a 50 ans, l'Église était très importante pour la communauté de Kitcisakik. Selon Élise Bégin, tous les membres d'une famille assistaient aux services religieux, sans exception. Aujourd'hui, les changements sociaux qui sont survenus dans la société expliquent la diminution des pratiques religieuses dans les familles. Pour certains, les pratiques religieuses ont disparu. Actuellement, ce sont surtout les aînés et une minorité de familles qui assistent aux rassemblements pendant l'été,.

#### Situation actuelle de Kitcisakik
En 1950, des membres de la communauté de Kitcisakik ont demandé la création d'une réserve pour construire des maisons plus appropriées, mais en vain. Les Anicinapek habitent encore sur le territoire qui n'est pas leur propriété, mais celle du gouvernement du Québec. Aujourd'hui, les gens de cette communauté habitent au nord de la Réserve faunique La Vérendrye, à 90 km de Val-d'Or, en Abitibi-Témiscamingue. Elle est située entre le 47e et le 48e parallèle. Les Anicinapek sont environ 430 habitants et sont considérés comme des « squatteurs » puisqu'ils n'habitent pas une réserve, mais un territoire qui n'est pas le leur. Ils n'ont jamais quitté leur terre traditionnelle, mais leur communauté n'a pas de statut légal reconnu. Les Ancinapek parlent l'algonquin ou le français. Leurs maisons peuvent être comparées à des « cabanes ». Elles ne sont équipées ni de l'eau courante, ni de l'électricité ni de système d'égout. Bien que le barrage d'Hydro-Québec soit situé près de la communauté, les gens n'ont pas accès à l'électricité. Ils ont accès à un bloc sanitaire et à une génératrice pour avoir de l'électricité. Des services communautaires sont offerts pour les gens de Kitcisakik. Un dépanneur, une salle communautaire, une maison des jeunes, une friperie, une garderie ainsi que des soins à domicile sont des exemples.

#### Éducation

##### Situation géographique et chronologique
L’éducation chez les Algonquins, peuple autochtone, habitant les territoires du sud-ouest du Québec longeant la rivière des Outaouais et de l’Abitibi-Témiscamingue. On découvrira ici plus en détail la façon dont l’éducation était transmise à l’époque chez les Algonquins. Il sera question de l’éducation chez les Algonquins telle qu’elle était dispensée entre 1820 à 1950, pour finalement terminer avec l’éducation des Algonquins de nos jours.

##### Des origines jusqu’à 1820
Généralement, dans les familles algonquines, l’éducation était une valeur très importante. La conservation et la transmission de la langue et de la culture étaient les fondements de l’éducation des enfants. Le sentiment d’appartenance à leur culture servait de guide pour orienter les interventions des parents. Dès l’enfance, les parents n’avaient pas d’autorité absolue envers les enfants, ceux-ci avaient donc une très grande liberté. En aucun cas, les parents n'utilisaient la force physique sur les enfants. Dans la famille algonquine, la femme avait pour rôle d’éduquer les enfants et de veiller à ce que ceux-ci apprennent la générosité et la coopération. Le rôle de l’homme était davantage axé sur l’apprentissage des travaux manuels chez les jeunes garçons. Les pères apprenaient donc à leurs jeunes garçons comment fabriquer des outils de chasse et la façon de chasser, tandis que les mères restaient à la maison pour accomplir les tâches quotidiennes avec les jeunes filles. Aussitôt que les enfants étaient en mesure d’aider, ils participaient aux tâches quotidiennes. De cette façon, les enfants apprenaient jeunes, en imitant les adultes. À l’âge adulte, ils mettent en pratique les savoir-faire appris des parents et développent de l’autonomie assez rapidement. De plus, la culture leur était aussi inculquée par l’entremise des grands-parents ou des ainés de la communauté qui racontaient régulièrement des histoires ou des légendes.Le Programme Rescol à la source [s.d.] Le rôle des femmes et des hommes, http://www.csdeco u.qc.ca/dlasalle/melanie/pwindien/texte/Algonquiens.htm (Consulté le 14 novembre 2012).

##### 1820 à 1950
La sédentarisation des peuples autochtones a apporté entre 1820 et 1950 plusieurs changements dans leur mode de vie. Entre 1950 et 1970, les Algonquins ont fréquenté les pensionnats et cela a eu plusieurs impacts sur leur façon d’éduquer les enfants. Avant les pensionnats, les enfants ne fréquentaient pas l’école. Le but des pensionnats étant l’assimilation des autochtones, leur fréquentation a graduellement fait disparaître la culture des autochtones. Ceux-ci étaient éloignés de leur famille et punis s’ils adoptaient des attitudes en lien avec leur culture.

##### Éducation actuelle
Désormais, les enfants sont éduqués dans un mélange de tradition et de modernité. Ils fréquentent l’école dès l’âge de 5 ans. Comme l’intégration dans les écoles des non-autochtones était plus difficile, des écoles primaires ont été mises sur pied en 1988, dans les communautés algonquines pour permettre aux enfants de conserver leur culture. De cette façon, l’intégration était plus facile et les communautés algonquines continuaient de développer les compétences régulières du régime pédagogique québécois. Le décrochage scolaire au niveau secondaire est très important chez les Algonquins. Cela est principalement dû à l’absence d’écoles secondaires ou de formation professionnelle dans les collectivités algonquines. Il devient alors plus difficile de poursuivre leurs études puisque les jeunes algonquins ne fréquentent pas des écoles qui véhiculent les mêmes valeurs, la même culture et le même mode de vie. Encore aujourd’hui, le jeune Algonquin doit quitter sa famille dès la sixième année du primaire s’il veut poursuivre ses études. Les leaders autochtones dénoncent l’incapacité des commissions scolaires à aider les élèves algonquins à s’intégrer. Les cahiers du CIÉRA (2008). Défis de l’éducation chez les Premières nations et les Inuits, Québec, Éditions du CIÉRA, 100p. (page 6) Knox, R.H., Nicholson, Phillip (1980). Les Indiens: situation actuelle, Ottawa, ministre des Affaires indiennes et du Nord canadien, 168p.
Ce type d’éducation chez les Algonquins amène les familles à conserver leur culture le plus longtemps possible. Par contre, il semble de plus en plus difficile pour les Algonquins de les conserver puisqu’ils sont constamment amenés à suivre la culture des Blancs. Ils tentent tout de même de conserver leur culture dans leur communauté pour s’assurer de ne pas la perdre complètement. Un leader algonquin est donc amené à quitter sa communauté afin de favoriser l’avenir de ses enfants. Il devient également plus facile pour lui de s’adapter sur les plans social et économique et lui permet d’éviter des problèmes de consommation. Il faut par contre noter que le niveau de scolarisation est malgré tout en constante évolution depuis 15 ans. Colomb, Emmanuel (2012). PREMIÈRES NATIONS : Essai d’une approche holistique en éducation supérieure, Québec, Presses de l’Université du Québec, 90p. (pages 82–85) Recherches autochtonenes au Québec (2005). Jeunes autochtones : Espaces et expressions d’affirmation, Montréal, Recherches amérindiennes au Québec, 127p. (page 8)
On peut constater que l’éducation chez les Algonquins est d'une valeur très importante. Cela devient par contre de plus en plus difficile puisqu’ils sont constamment contraints à la culture des Blancs. Toutefois, les individus vivant dans des communautés Algonquines tentent de transmettre les traditions aux jeunes d’aujourd’hui afin de garder toujours vivante leur culture. Les Algonquins de nos jours gardent toujours cette volonté d’entrer dans la modernité. Le défi de propager la culture traditionnelle pour trouver du travail ou des voies d’avenir est désormais très présent chez les Algonquins.

#### Séparation du Lac-Simon à Kitcisakik
Les circonstances particulières qui ont conduit à des conditions anormales dans certains territoires peuvent être attribuée en partie aux nombreux décès causés par l'épidémie de grippe qui emporta la bande en 1918. À cette époque, le recensement, tel qu'enregistré par Jackson montre que la population était d'environ 250 personnes tandis qu'en en 1926, la population n'était plus que de 178 personnes. Beaucoup de familles ont été complètement exterminées. D'autres étaient tellement décimées qu'ils sont dans le deuil. Ce fort déclin démographique entraîna l'aliénation de terres de  personnes décédées. La plupart des anormalités ont été éliminés au cours des huit dernières années, les territoires sont toujours en attente de redistribution finale. Il y a des territoires qui ont été laissés vacants l'an dernier et ils ont été chassés par les Blancs. Les territoires ont été répartis dans la famille. Des gens allaient pêcher plus loin sur le territoire et ils ont fini par s'y installer et se séparer de Kitcisakik,.

### Nation anishnabe du Lac-Simon
Lac-Simon est une réserve indienne algonquine du Québec située dans la municipalité régionale de comté de La Vallée-de-l‘Or de la région administrative de l'Abitibi-Témiscamingue.
La communauté se nomme la Nation anishnabe du Lac-Simon. Dans cette réserve, il y a deux écoles de bande. Il y a l'école Amikobi, du niveau pré-maternel à la 6e année qui est composée de 231 élèves et il y a l'école Amik-Wiche, du niveau secondaire 1 à 5 qui comprend 185 élèves. La population de Lac-Simon se nomme aussi les Anishnabeg ou les "Vrais hommes". Ils sont Algonquins et ils parlent l'algonquin et le français. Cette réserve indienne se nomme la Réserve de Lac-Simon. Le territoire a une superficie de 326 hectares (805,5 acres). La communauté est située en Abitibi, sur la rive Ouest du lac Simon, à 23 kilomètres au sud-est de Val-d'Or. Elle est située à moins de 50 kilomètres du centre de services le plus près. La population a accès par la route toute l'année. Sur le plan politique, il y a un conseil tribal de la nation Algonquine Anishinabeg. Le député fédéral est M. Romeo Saganash, Nouveau Parti démocratique (NPD) pour Abitibi—Baie-James—Nunavik—Eeyou. Le député provincial est M. Pierre Corbeil, Parti libéral du Québec (PLQ) pour Abitibi-Est. Il y a peu de commerces sur ce territoire dont des services tels que restaurant, taxi, boutique d'arts et artisanat. Les activités économiques sont concentrées dans les secteurs de l'art et de l'artisanat, du piégeage, de la foresterie, des services et du transport,,.

### Kebaowek (Eagle Village)
L'Abitibi-Témiscamingue compte un total de neuf communautés autochtones différentes. L'une d'entre elles porte le nom de Kebaowek (ou Eagle Village) et est située dans le Témiscamingue, précisément enclavée dans le village de Kipawa. Cette section vise à décrire la réserve et ses habitants, les Kipawawini, notamment en ce qui a trait à l'origine de ses habitants à l'époque de la Nouvelle-France et à la création de la réserve.

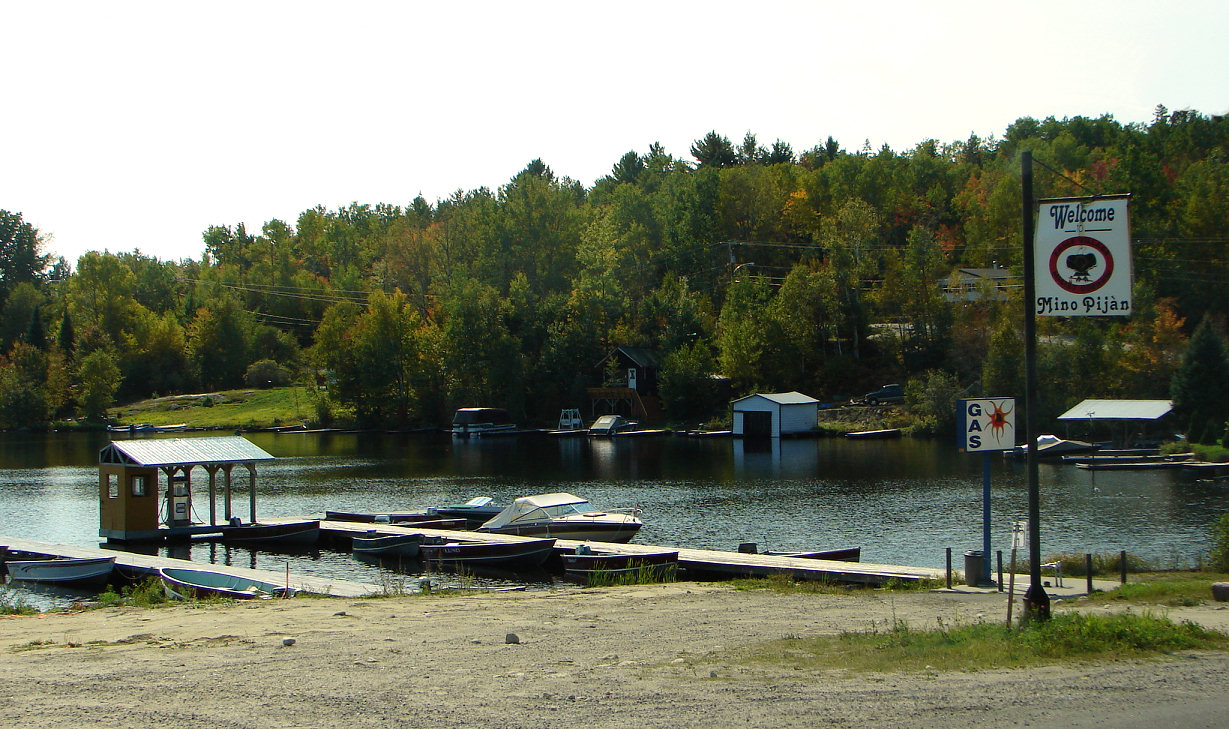
Vue de la réserve de Kebaowek.

#### À l'époque de la Nouvelle-France
La présence de groupes autochtones, dans la région du Témiscamingue, remonte à plus de 5 000 ans. Les fouilles archéologiques effectuées sur les sites de l'actuel fort Témiscamingue, du lac Opasatica et de la rivière Dumoine l'attestent. Par contre, aucune preuve scientifique ne permet de relier ces premiers occupants du territoire aux Algonquins actuels. Le premier groupe à s'être identifié comme les Témiscamingues vivait à la tête du lac à l'actuelle ville de Mattawa. Les Otaguottouemins étaient eux aussi un groupe d'autochtones qui nomadisaient dans le secteur de la rivière Dumoine, du lac Kipawa et peut-être même jusque dans le secteur du Grand Lac Vitoria. Les Otaguottouemins seraient les ancêtres des Kiapawans, ces Autochtones faisant aujourd'hui partie de la bande de Kipawa,.
A cette époque environ cinq bandes anishinaabes gravitaient autour du lac Témiscamingue, les Otaguottouemins, les Népissinguses, les Timagamis, les Ojibwés et les Mattawans. Ces différents groupes vivaient tous en harmonie avec la nature, dont ils tiraient la majorité de leur nourriture, de leurs outils, de leurs habitations, de leurs moyens de transport et de leur habillement.

#### Histoire d'Eagle Village
Ces habitants, des Autochtones, n'avaient pas de domicile fixe, et ce, jusqu'au début du XXe siècle. Ils pratiquaient leurs activités traditionnelles dans le secteur entourant le lac Kipawa, c'est-à-dire la chasse, la pêche et la trappe. Les Oblats et la Compagnie de la Baie d'Hudson seraient à l'origine des premiers arrêts saisonniers des Kipawawini à Kebaowek (Eagle Village), vers les années 1820. En effet, ils auraient établi une mission au lac, au milieu du XIXe siècle. En 1918, on retrouvait une douzaine de familles sur ce territoire. À la suite de graves épidémies, suppose-t-on, la population aurait été décimée, et la bande n'était plus formée que de quelques survivants au début de la Seconde Guerre mondiale,.
C'est en 1940 qu'a commencé la migration des différentes bandes du lac Kipawa près du village de Kipawa. L'arrivée des Algonquiens de Hunter's Point, de Wolf Lake, de Témiscamingue et de Matawa, en Ontario, a permis d'accroître la population de la communauté de façon significative. Anishinaabe est le nom par lequel se nomment les Autochtones à cette époque. Ce nom signifie « être humain ». Ce n'est qu'en 1973 que le village où résident les Anishinaabes de Kipawa obtient le statut de réserve. Au commencement, le nom de la réserve était Kebaowek. Son nom est une variante graphique de celui de Kipawa et signifie « c'est fermé ». Aujourd'hui la réserve est appelée Eagle Village et la bande, Eagle Village First Nation- Kipawa. Kipawawini est le nom algonquien de la bande, qui veut dire « gens du lac fermé »,.
Témoignage d'une autochtone de Kipawa à l'époque : « Yvonne demeurait dans une maison en bois équarri comme la plupart des femmes indiennes mariées à un « non-indien » dans la région de Kipawa. Les Indiennes mariées avec les Indiens demeuraient dans une cabane en bois rond ou une simple cabane. »

#### Situation actuelle
La réserve autochtone Eagle Village de Kipawa est située à 10 km à l'ouest de la ville de Témiscamingue.Elle est en bordure du lac Kipawa et s'étend sur une superficie de 125 acres. Un total de 261 personnes vivent dans la communauté et 568 personnes vivent en dehors de celle-ci. Les principales langues parlées sont l'algonquien et l'anglais. Sur le plan économique, un total de huit entreprises sont présentes sur le territoire de la réserve. On retrouve des commerces ainsi que des services comme par exemple un dépanneur, une station-service et un traiteur. Les activités économiques de la communauté sont en lien avec le commerce et service, art et artisanat, foresterie, piégeage, pourvoirie et transport,.
En ce qui a trait à l'éducation, aucune école n'est présente sur le territoire d'Eagle Village. 63 étudiants de la réserve fréquentent les écoles de la province. Sur le plan des infrastructures et des services communautaires, les gens de la réserve disposent d' une caserne et d'un corps policier, à la suite d'une entente entre le conseil de bande, le gouvernement du Québec et celui du Canada. Ils ont aussi un système d'aqueduc et d'égout ainsi que l'électricité fournie par Hydro-Québec. Une garderie est présente sur la communauté, un centre communautaire et un centre de santé géré par Santé Canada. En 2008-2009, on retrouvait 107 logements sur la réserve. On peut voir que la réserve autochtone Eagle Village, a grandement évolué depuis l'époque de la Nouvelle-France. Pour en apprendre davantage sur quelqu'une des 11 communautés du territoire du Québec.

## Histoire du peuple métis

### Leur apparition
Les premiers Métis (personne qui est née d’un parent autochtone et d’un parent européen) sont apparus au cours du XVIIIe siècle. Tout commença lorsque des coureurs des bois canadiens-français ont élargi leur territoire de traite de fourrures vers le Nord-Ouest du Canada. C’est à cet endroit qu’ils rencontrèrent et épousèrent des femmes de nation Cris et Saulteaux. De leur alliance sont nés des enfants, ce sont ces enfants qui ont formé le peuple des Métis. Ce peuple s’est établi, vers les années 1816 et 1869, dans le territoire que sont maintenant les étendues qui forment l'Ouest canadien et les grandes plaines américaines, avec des charrettes longeant la rivière Rouge. Ils avaient comme nom au sein des peuples des Premières Nations les « hommes demi-charriot » car ils utilisaient beaucoup les charrettes de la rivière Rouge pour le commerce et le transport. Ils habitaient plus précisément sur les abords de cette même rivière,,,. 

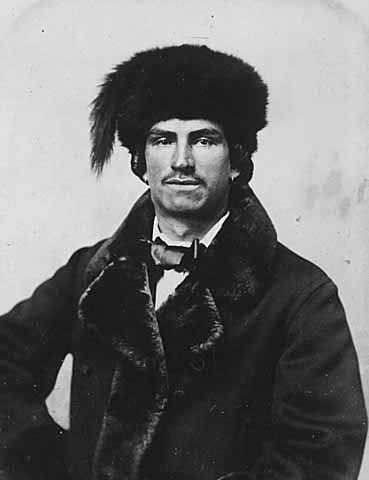
Un Métis en 1870.

### Leur premier gouvernement
Le premier gouvernement dans lequel les Métis ont été inclus a été le gouvernement provisoire de la colonie de la rivière Rouge qui a été fondée en février 1870 et qui avait comme chef Louis Riel. Ce gouvernement était principalement formé de Métis. Ce gouvernement fut créé car les habitants de cette région avaient peur de ne pas être considérés lors du transfert de « Rupertsland » une terre appartenant à la compagnie de la Baie d'Hudson. Ils craignaient en effet que cela ne se répercute sur leur mode de vie. Il y eut beaucoup de batailles et de morts, entre autres celle de l’orangiste (un groupe raciste de l’époque) Thomas Scott le 4 mars 1870 au fort Garry. Après des mois de tensions le gouvernement provisoire métis envoya trois représentants à Ottawa afin de négocier avec le Canada pour trouver une entente qui réglerait le conflit. Les trois représentants étaient l'abbé Noël Ritchot, le juge Black et Alfred Scott. La loi du Manitoba fut officialisée et reçut un statut constitutionnel par le Parlement impérial lors de la mise en place de l’Acte de l'Amérique du Nord britannique en 1871. L’article 31 de cette loi donna aux enfants des familles Métis qui habitaient dans le « Rupertsland » 1,4 million d’arpents de territoire au Canada. Ils ont également obtenu leur titre officiel d’Indien, assurant la survie de leur communauté. Cependant, du côté des métis de l’Ontario ce fut différent, beaucoup d’intimidation et de racisme entrèrent en jeu et les Métis du territoire ont été marginalisés sur leur propre territoire. Il y eut quand même beaucoup d’autres débats sur l’allocation de terres aux autres Métis qui n’étaient pas établis sur le « Rupertsland » et c’est pourquoi le gouvernement a nommé deux commissaires, John M. Machar et Matthew Ryan[Lequel ?], avocats de Kingston et Montréal, afin qu’ils s’occupent des revendications des chefs de famille,.

### Autres tensions
Le nouveau gouvernement anglais voulut réorganiser les terres organisées selon le système français que les Métis avaient hérité de leurs parents. C’est pourquoi les Métis avaient de la difficulté à obtenir des titres de propriété ainsi que des certificats de Métis. Ils avaient également de la difficulté à effectuer l’arpentage selon leur méthode et de se faire représenter de juste façon sur le plan politique. Les ententes qui avaient été faites lors du « Manitoba Act » n’ont pas été respectées, dont leur identité d’indien. Plus de 1 000 militaires sont envoyés sur le territoire de la rivière Rouge et par des tactiques radicales et violentes prennent le contrôle du territoire. Louis Riel s’est exilé aux États-Unis et le pourcentage de Métis qui occupaient le territoire du Manitoba est passé de 83 % à 7 %. À Batoche, il y avait beaucoup de tensions, la plupart des Métis ayant perdu foi dans le gouvernement que dirigeait John A. Macdonald, qui voulait la construction d'un chemin de fer et qui négligeait les demandes de nourriture, d’équipements et d’aide agricole que leur faisaient les Métis. Batoche n'était pas un cas isolé. Il y avait des tensions ailleurs et beaucoup d’autres Métis étaient en désaccord avec le gouvernement en place qui n’avait pas respecté ses engagements. C’est en 1884 que les Métis demandèrent à Louis Riel de revenir afin de soutenir leur rébellion comme il l’avait fait à l’époque. En sous-nombre, et moins bien équipés, les Métis furent défaits à Batoche en 1885, et Louis Riel fut capturé et pendu,.

### Aujourd’hui
De 1960 à aujourd’hui les Métis se sont battus et ont obtenu leur identité d'indien à la suite de la création d'une association qui les représente au niveau fédéral et provincial. Aujourd’hui il y a encore des célébrations annuelles à Batoche pour se remémorer la bataille de 1885,.

## Makwanini-Algonquins de Trois-Rivières
(9 octobre 2018).
- Si vous ne connaissez pas le sujet, laissez ce bandeau (vous pouvez alors contacter les auteurs).
- Si vous supprimez le contenu mis en cause (vous pouvez préalablement contacter les auteurs),

argumentez précisément cette suppression dans la page de discussion
(un manque de référence n'est pas un argument ; une recherche réelle de référence doit avoir été effectuée, être formellement documentée).
On retrouve le mot sous diverses formes (makua, makw, mako, makkw, mashku, masku, mahkwa, maxkwa, etc.) dans plusieurs langues de la grande famille linguistique algonquienne, où il signifie « ours ». On le trouve aussi dans l'édition de 1913 de Handbook of Indians of Canada : « Makwa (‘bear'): A gens of the Chipewa, Mä-kwä',— Morgan, Anc. Soc., 166, 1877 ».
Selon l'entrée au Handbook de 1913, « makwa » renverrait au « clan de l'ours » chez les Chipewas. Pour ce qui est du terme « chipewa » les auteurs du Handbook canadien de 1913 s'appuyaient sur un ouvrage de Lewis Henry Morgan, l'un des pionniers de l'anthropologie aux États-Unis qui s'intéressa particulièrement aux questions relatives aux systèmes claniques chez les Indiens d'Amérique. Dans une ré-édition de cet ouvrage de Morgan en 1963, à la page 170, on peut lire que le clan de l'ours (Mä-kwä') est l'un des vingt-trois clans formant la tribu Ojibwa. Or d'après The Indian Tribes of North America, édité en 1952 par l'anthropologue américain J. R. Swanton :
- « Chippewa » et « Ojibwa » sont des synonymes désignant « the type of tribe of one of the two largest divisions of the Algonquian linguistic stock »[127].
- « Algonkin » désignerait « the easternmost division of the Chippewa group of the Algonquian linguistic stock »[128].

Cette « easternmost division » se subdivise elle aussi en onze segments dont le plus oriental est connu sous le nom de « Weskarini » (Ouscarini). Le terme « algonkin » (en français « algonquin ») « was applied originaly to one band, the Weskarini », ce qui signifie qu'avant de donner lieu à une catégorie linguistique, le terme « algonquin » fut un ethnonyme utilisé par les premiers explorateurs européens arrivés vers la fin du XVIe siècle dans la région de Trois-Rivières que les Wescarini avaient tout intérêt à considérer comme étant située sur leurs territoires de chasse. Le clan de l'ours (makua), mentionné dans le Handbook canadien de 1913, était sans doute un des clans du groupe Weskarini (Ouescarini)[réf. nécessaire].
À la veille de la traite des fourrures, vers la fin du XVIe siècle ou au début du XVIIe, la plupart des groupes qui seront plus tard appelés « Algonquins » occupaient l'immense bassin versant de la rivière des Outaouais ; les ethnohistoriens contemporains parlent de six grands groupes y exploitant des territoires plus ou moins contigus. Selon la terminologie de Bruce Trigger, il s'agissait, d'ouest en est, des Otaguottouemin, des Matououeskarini, des Keinouches, des Kichesipirini, des Onontchataronon et des Oueskarini.
Néanmoins, sur cette même carte, Trigger signalait vaguement la présence d'un autre groupe (« other algonkin tribes »), qu'il situait au nord-est, légèrement en retrait des cinq groupes mentionnés précédemment, soit au nord du lac Saint-Pierre et immédiatement à l'ouest du bas Saint-Maurice. Plus récemment[Quand ?], Maurice Ratelle rappelait que Champlain, sur une carte tracée en 1612, avait écrit « contrée de Batiscan » à l'endroit où Trigger plaçait ses « autres tribus algonquin », et là où, écrivit Champlain en 1613, on lui aurait indiqué l'endroit où se tenait la Petite nation (Ouescharini) : « […] & continuant no∫tre route à mont ladicte riuiere, [Rivière-des-Outaouais], en trouuames vne autre fort belle & ∫patieuse, qui vient d'vne nation appelée Oue∫charini, le∫quels ∫e tiennent au Nord d'icelle, & à 4. iournées de l'entrée. ». L'historien Ratelle en concluait que « Batiscan et sa bande circulaient aux sources de deux rivières dont l'une ne peut être que l'actuelle Mattawin qui se jette dans le Saint-Maurice, et dont l'autre peut tout aussi bien être la Maskinongé, la Yamachiche ou l'Assomption ». Il faisait également remarquer qu'une carte plus récente de Champlain (1632) « […] laisse croire que cette deuxième rivière serait la rivière du Loup [près de Yamachiche ». Sur cette dernière carte, Champlain avait en effet situé la Petite nation des « Algomequins » juste à l'ouest de la rivière Saint-Maurice, c'est-à-dire plus ou moins là où sa carte de 1612 avait situé la « Contrée de Bati∫can ». À la page 26 de son article, Ratelle résumait sa thèse par une carte intitulée « Localisation des groupes algonquins et de certaines nations voisines au début du XVIIe siècle ». Or la Commission de Toponymie du Québec, dans un ouvrage intitulé Toponymie Algonquine et publié six ans plus tard, reprenait la carte de Ratelle, avec le même titre et les mêmes informations. Le Dictionnaire biographique du Canada présente Batiscan (« Batisquan ») comme un « chef algonquin de la région de Trois-Rivières ; circa 1610-1629 ».
Les autres tribus de Trigger pourraient avoir été un groupe algonquin principalement constitué de familles Oueskarini nomadisant dans ce que Champlain avait appelé quelques années plus tôt la « contrée de Bati∫can ». Selon le premier volume de l'Atlas historique du Canada, le retrait des Iroquoiens du Saint-Laurent, entre 1550 et 1580, aurait permis aux Algonquins Ouescarinis de s‘étendre en aval de Montréal jusqu'au-delà du lac St-Pierre.
Quelques familles (ou clans) de l'ours du groupe ouescarini, auxquels se seraient peut-être joints entre autres des éléments Kichesipirini, auraient très bien pu être tentés de contrôler l'accès au comptoir de traite de Trois-Rivières, aux dépens d'autres groupes situés en amont (Algonquins de l'Outaouais, Nipissing du lac éponyme, Hurons de la Baie Georgienne, etc.). Il est de notoriété publique que, pour comprendre les relations entre Européens et Autochtones au temps de la traite des fourrures, la clé la plus efficace demeure cette tendance, observable, tant chez les premiers que chez les seconds, à vouloir se placer en tête de ligne. On sait par ailleurs que la crainte de rencontrer l'Iroquois, au XIIe siècle, avait modifié le trajet du transport des ballots de fourrure des Grands Lacs jusqu'à Québec, ce qui ne pouvait que favoriser le ou les groupes contrôlant la portion la plus orientale des territoires algonquins, ce qui était le cas des Ouescarinni (notamment des membres du clan de l'ours). Toujours selon Trigger, Champlain « […] was informed that it was possible to travel across the interior of Quebec to the Headwaters of the St. Maurice River by way of the Gatineau and that the Algonkin sometimes followed this route to avoid the Iroquois ». Le noyau de ceux qu'on nomme les Algonquins de Trois-Rivières devait donc être la branche la plus orientale du peuplement algonquin du bassin de l'Outaouais, soit des Ouescarinis, qui étaient pour certains les gens de Batiscan. L'historien Benjamin Sulte était d'opinion que « Toute la région qui va de Berthier à Batiscan était alors [en 1609] un territoire de chasse fréquenté par des Algonquins du haut de l'Ottawa, qui se rendaient au Lac Saint-Pierre au moyen de cours d'eau venant du nord et du nord-ouest, comme le Saint-Maurice, les deux rivières Yamachiche, la rivière du Loup et la rivière Maskinongé ».
- Le terme « magoua » peut avoir été considéré par les descendants des ancêtres algonquins de la Petite Mission comme un ethnonyme noble ;
- Avant même que les arrivants européens qualifient leurs ancêtres d'« Algonquins », il y a de fortes chances pour que ceux-ci se soient considérés comme des Ouescarinis membres du clan de l'Ours (Magouas). Il n'est donc pas surprenant que les colons, devenus par la suite leurs voisins, les aient appelés « Magouas ». Sauf que, une fois passé dans le vocabulaire des nouveaux venus, le terme a perdu toute sa noblesse pour devenir sarcasme et parfois outrage.

Comme ethnonyme, le mot « Makwa »/« Magoua » désigne la nation Makwanini-Algonquins de Trois-Rivières bien avant que la présence européenne ne nomme cet endroit « Contrée de Bastican » (du grand chef Bastican-Tchmirinoue : « tchimi » signifie « chef » et « irinoue » « les gens », soit « chef des gens »). Le premier poste de traite français fut construit en 1634. Ces algonquins-makwanini sont errants jusqu'en 1865, quand cinq familles s'installent près du moulin Stantin à Yamachiche, qui fut nommé « village de Mission » par l'Abbé Napoléon Caron le 5 mars 1924. Â la suite d'une éducation religieuse considérée suffisante, le 27 décembre 1964, ces algonquins-Makwanini de la Petite-Mission de Yamachiche ont été admis comme des paroissiens à part entière. Presque le tiers de la communauté contemporaine des Makwanini-Algonquins de Trois-Rivières descend des algonquins ayant pris part à la guerre de 1812-1814.

## Médiagraphie

### Filmographie
- Le Peuple invisible, un documentaire de Richard Desjardins et Robert Monderie, l'ONF, 2008.